# Moldova
Moldova (hivatalos nevén Moldovai Köztársaság, románul Republica Moldova, a magyar köznyelvben is gyakran használt oroszos nevén Moldávia) független, demokratikus állam a Kelet-európai-síkvidéken. Határai: északon, keleten és délen Ukrajna, nyugaton pedig Románia. Moldova keleti része, a Dnyeszter Menti Köztársaság, (röviden Transznisztria) egy szakadár de facto állam.
Az országnak nincs tengerpartja. Romániai határát a Prut és az Alsó-Duna képezi, míg Transznisztriától a Dnyeszter választja el. Fővárosa és legnagyobb városa Chișinău (Kisinyov). A közelmúltbeli fejlődés ellenére Moldova továbbra is Európa egyik legszegényebb országa.
Az ország tagja egyebek között a Független Államok Közösségének, a Frankofóniának (La Francophonie), a Latin Uniónak és a Fekete-tengeri Gazdasági Együttműködésnek (BSEC).
2022. június 23-án Moldova megkapta a tagjelölti státuszt az Európai Uniótól. 2024. október 20-án Moldova lakossága megszavazott egy alkotmánymódosítási javaslatot az ország Európai Unióhoz való csatlakozásáról (a szavazók 50,43 %-a szavazott az Európai Unióba való belépés mellett). Az alkotmánymódosításról szóló referendum mellett a moldovaiak az elnökről is voksoltak, amit az első fordulóban Maia Sandu nyert.
A jelenlegi vezetés, a Maia Sandu vezette kormány feltett törekvése Moldovában, hogy az országot egyesítse Romániával, amely már a függetlenség kikiáltása óta napirendi téma. Ennek ellenére nemcsak Moldovában erős az egyesüléssel való ellenállás, de Romániában is jelentősen csökkent ennek támogatottsága.

## Földrajz
Moldova alacsonyan fekszik. Dombvidékei a Podóliai-hátság részét képezik. Eredetileg erdős táj volt. Délen az eurázsiai sztyepp részét alkotó síkság található. Az ország észak-déli kiterjedése 350 km, nyugat-keleti kiterjedése 150 km. A területe összesen 33 843 km², ez Magyarország bő egyharmadával egyezik meg. Románia felé a Prut a határfolyó. Keleten a Dnyeszteren túl a vitatott státusú Dnyeszter Menti Köztársaság keskeny sávja található, azon túl Ukrajna.

### Domborzat
Felszíne enyhén hullámos, túlnyomórészt azonban sík, löszös talaj fedi, ami a Kelet-európai-síkság délnyugati nyúlványa. Legmagasabb pontja a 429 m magas Bălănești-domb (Dealul Bălănești).

### Vízrajz
Moldovának nincs tengerpartja (40 km választja el a Fekete-tenger ukrán partjától). A két legfontosabb folyó a Dnyeszter és a Prut. Ezek a folyók Moldova felől is felvesznek kisebb folyókat, patakokat. A Prut a Dunába, a Dnyeszter a Fekete-tengerbe ömlik. A legnagyobb állóvíz a Dubosari-víztározó.

### Éghajlat
Az éghajlat mérsékelt kontinentális. A telek hidegek, felhősek, időszakos havazással, köddel. A nyár viszont meleg; záporokkal, zivatarokkal. Az év folyamán nagy hőmérséklet-ingadozások tapasztalhatók, (a januári átlaghőmérséklet –4 °C, a júliusi 21 °C). Az évi átlagos csapadék 450 mm.

### Növény- és állatvilág
Természetes növénytakarója az erdős sztyepp és a sztyepp. Nagyobb erdők (tölgy, kőris, gyertyán, bükk és hársfajok) csak a középső részén találhatók. Az erdőirtások miatt területének kb. csak 12%-át borítja erdő. A pázsitfűfélék, főként csenkeszek és hagymás, gyöktörzses növények alkotta sztyepek helyén is nagyrészt mezőgazdasági területek vannak.  
A mezőgazdaságban hasznosított területek 90%-a feketeföld (csernozjom).
Az országban a ragadozó állatokat a farkas, a róka, a betelepített nyestkutya, a borz, a nyérc, a mezei- és tigrisgörény képviseli.

#### Védett területek
2020 táján 5 tudományos rezervátum, 41 tájpark, három rámszari terület és egyéb védett természeti területek találhatók az országban. 2013-ig egyetlen nemzeti park sem létezett; ekkor megalakult az Orhei Nemzeti Park, amely Moldova közepén, Orhei városának közelében az ország területének körülbelül 1%-át fedi le.

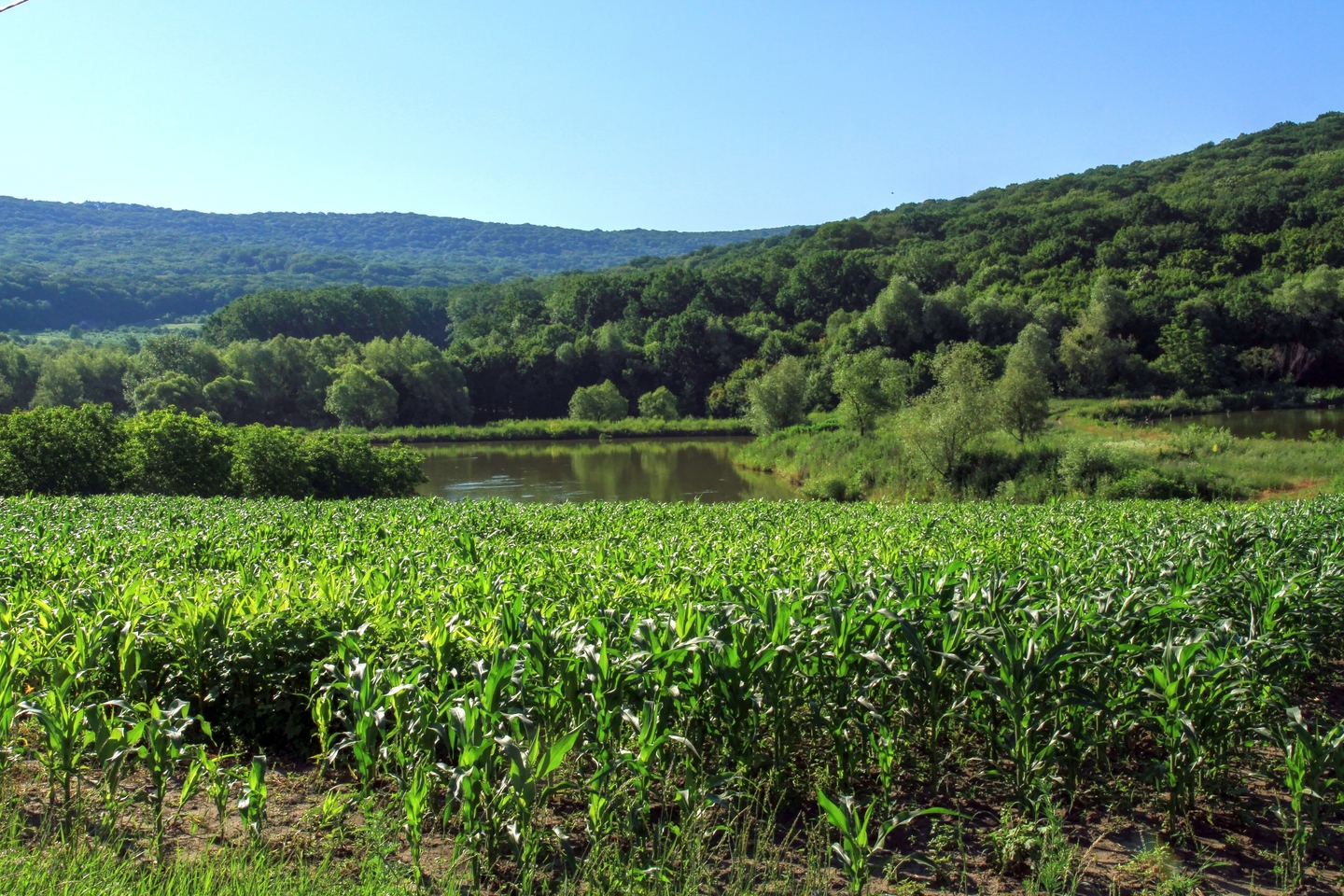
A Codrii Rezervátum
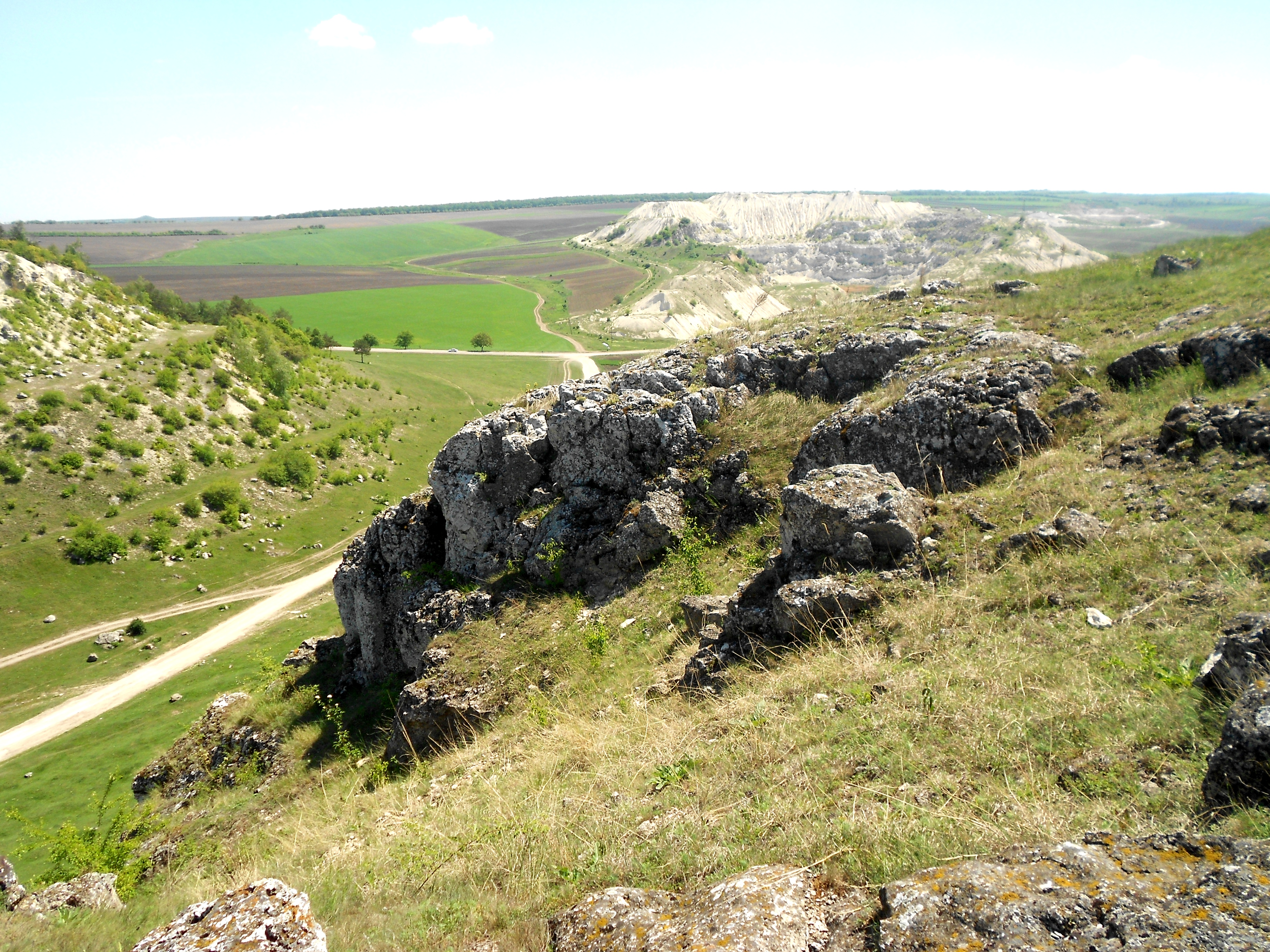
Toltri, Moldova északi részén
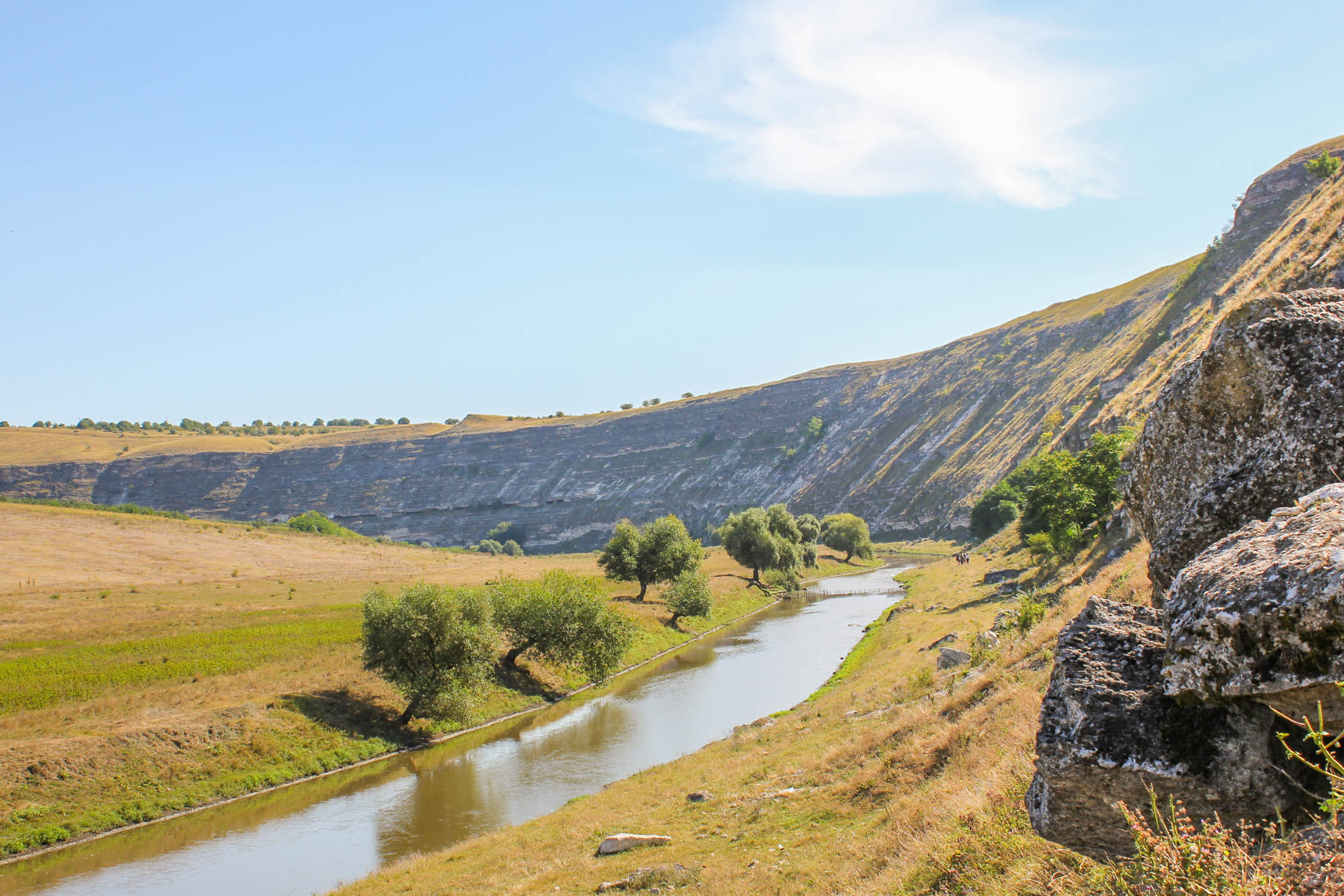
Az " Orhei " Nemzeti Park
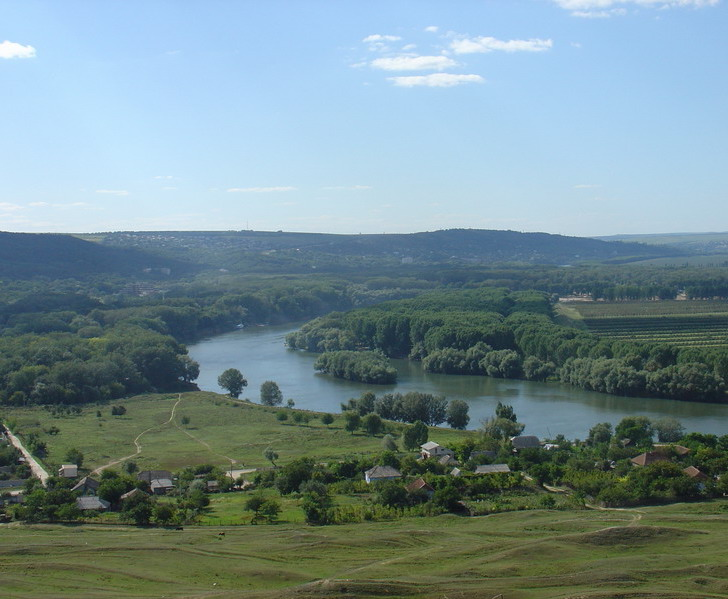
A Dnyeszter
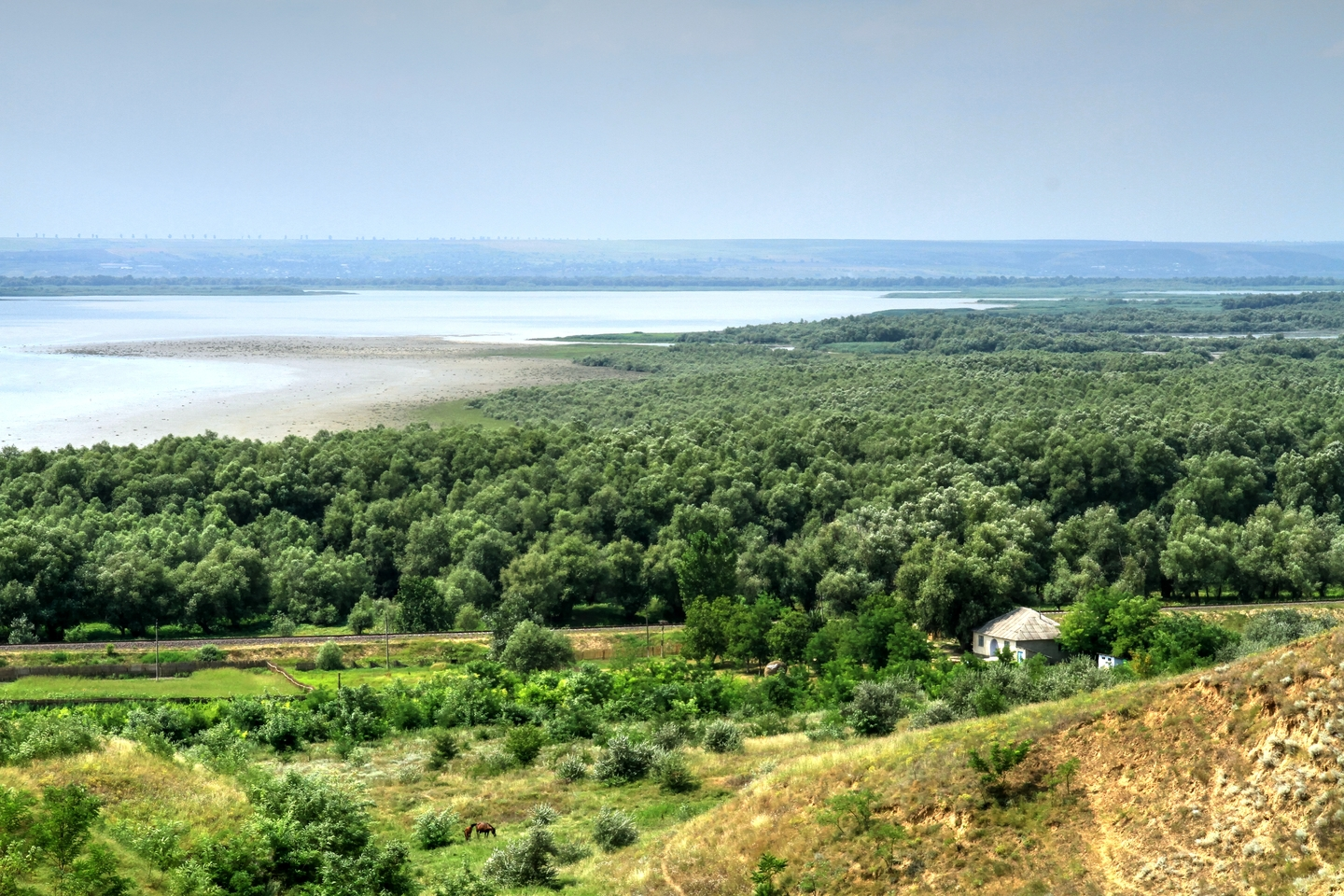
"Prutul de Jos" – Rámszar vizes élőhely

## Történelem

### Moldvai Fejedelemség

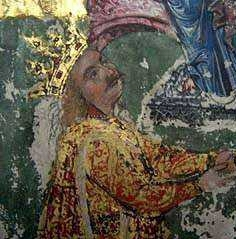
III. István moldvai fejedelem meghatározó alakja a moldovai történelemnek. Ez a freskó 1473-ban készült a humori kolostorban.

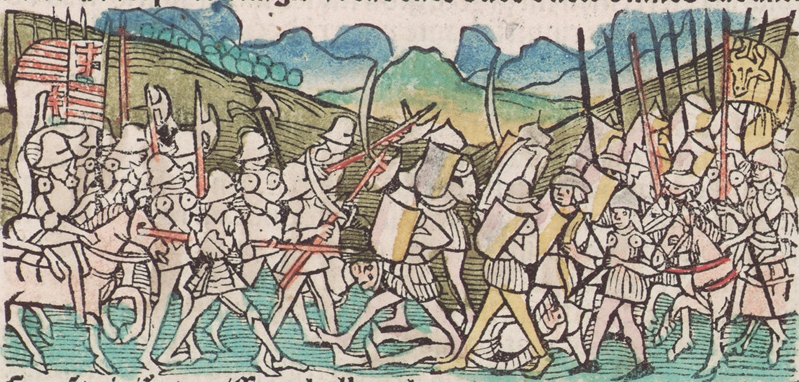
Mátyás király serege (balról) megütközik Ștefan cel Mare hadával a baiai csatában (Thuróczi-krónika)

Az ókortól számítva éltek Moldova területén dák és szarmata törzsek. Az i. e. 1. és a 7. században, rómaiak és bizánciak döngették a moldávok kapuit. Mindez az Európa és Ázsia közötti úton elfoglalt stratégiai helyzetének tudható be. Emiatt számos hódító érkezett: mások mellett a szarmaták, a gótok, a hunok, az avarok, a magyarok, a Kijevi Rusz, a besenyők és a mongolok.
A folyamatos tatár támadások után létrejött az első független Moldva, 1359-ben. Az országot nyugatról a Kárpátok határolta, keleten a Dnyeszter folyó, délen a Milkó, a Duna és a Fekete-tenger. Területe szinte a mai területének felelt meg. A középkor vége felé a mai Moldovai Köztársaság területe, azonkívül Ukrajna Csernyivci területe, Ukrajnában Budzsák néven ismert tájegység, valamint Románia 41 megyéjéből a – 8 legkeletibb – együtt alkotta a Moldvai Fejedelemséget, amelyet a helyiek már akkor is Moldovának hívtak. 1538-ban, a fejedelemség vazallus állama lett az Oszmán Birodalomnak, de ennek ellenére megtartotta a belső és a külső – részleges – autonómiáját. Így egész Moldova adófizetője lett a 16. században a törököknek.
A középkori Moldova fénykora – ami ekkor Moldvához tartozott – Ștefan cel Mare (III. István; 1457–1504) uralma idején volt, akit a kortársak is a „Nagy” melléknévvel illettek.
1467-ben Hunyadi Mátyás, magyar király személyesen vezetett hadjáratot Moldvába Ștefan cel Mare ellen. Mátyás sikeresen nyomult előre a Szeret folyó völgyében, elfoglalta Bákót, Románvásárt és Karácsonyvásárt, azonban Moldvabánya (románul: Baia) mellett végül vereséget szenvedett a moldvai fejedelem seregétől, és visszavonulásra kényszerült. 1473-ban a két uralkodó barátsági szerződést kötött, amelyben a moldvai és erdélyi kereskedőknek kölcsönös vámmentességet biztosítottak, valamint vállalták egymás fegyveres megsegítését külső katonai támadás esetén. Stefan ezután megerősítette országát és haderejét, majd országa függetlensége védelmében Mátyás király támogatásával súlyos harcokat vívott a törökökkel.
1812-ben Bukarestben békét kötött Oroszország és Törökország, ennek értelmében Oroszországhoz csatolták a Moldvai Fejedelemség keleti részét; Hotin környékét és Budzsákot (Besszarábiát). Ezt a területet kezdetben az oroszok Moldávia és Besszarábia területnek nevezték, és jelentős autonómiát adtak neki. 1828-ban megszüntették önkormányzatát, és felállították Besszarábia kormányzóságot. Ez volt az oroszosítás kezdete. Moldva nyugati része – ami nem tartalmazta a mai Moldovát – önálló fejedelemség maradt, és 1859-ben egyesült Havasalfölddel „Egyesült Román Fejedelemségek” név alatt, amely később felvette a Román Királyság nevet, és 1877-ben függetlenítette magát Törökországtól.

### Oroszország

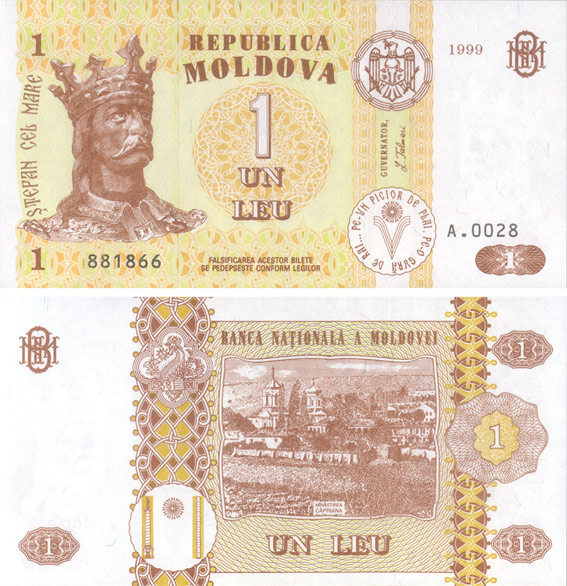
A moldován 1 lejes; rajta Ștefan cel Mare, vagyis III. István fejedelem

Az orosz megszállás után Budzsák nagy tatár lakosságát elűzték, így a román lett a domináns népesség. A 19. században jelentős telepítések zajlottak a régióban; a terület erőforrásainak jobb kihasználása érdekében. Emiatt nőtt a lakosságban az oroszok, ukránok, lipovánok és kozákok aránya; ezen kívül jelentős számú bolgár bevándorló is érkezett, így 1920-ra a szlávok tették ki a lakosság ötödét. Mivel telepedtek be más nemzetiségek is, mint gagauzok, zsidók és németek, a 19. század folyamán a román lakosság aránya 80%-ról 52%-ra csökkent. Besszarábián a cári politika arra törekedett, hogy a románokat megfossza nemzettudatuktól. Az 1860-as évektől kezdve betiltották a román nyelvű oktatást és istentiszteletet. Az eredmény az írástudók rendkívül alacsony aránya lett. Egy 1897-es becslés szerint a férfiak 18%-a, a nők 4%-a tudott írni-olvasni, de az általuk kitűzött célt nem érte el.
Az első világháborúban a helyiek között nemzeti és kulturális-nemzeti ébredés zajlott le. Az 1917-ben felállított orosz hadseregbe 300 000 besszarábiai vonult be. A nagyobb egységeken belül moldovai katonatanácsokat alakítottak. Az 1917-es orosz forradalom után Besszarábiában parlamentet szerveztek (Sfatul Țării, 1917 október–november) az orosz szövetségi államon belül. 1917. december 21-én kormányt alakítottak. Besszarábia 1918. február 6-án kikiáltotta függetlenségét Oroszországtól. Január 1-jétől román csapatok állomásoztak a térségben. 1918. április 9-én a Sfatul Țării 86 igen, 3 nem szavazattal és 36 tartózkodással úgy döntött, hogy egyesül a Román Királysággal. A románok feltételeket szabtak, mint például, hogy hajtsanak végre egy széles körű agrárreformot, tartsák fenn a helyi autonómiát, és tiszteljék az egyetemes emberi jogokat. Végül e feltételekkel nem törődtek, miután Bukovina, a Partium, Kárpátalja déli része és Erdély is Románia része lett.

### Románia
1918 után Besszarábia román uralom alatt volt 22 évig. Ezt jóváhagyták az 1920-as Párizs környéki békékben, bár elvileg sohasem lépett hatályba, mert Japán nem írta alá. Az új kommunista vezetésű Oroszország sem ismerte el a Besszarábia feletti román uralmat. Ezt az álláspontot taktikai megfontolásból más országok is osztották, köztük az Amerikai Egyesült Államok. A későbbiekben Oroszország, majd a Szovjetunió idegen megszállás alatti szovjet területnek tekintette azt és számos diplomáciai lépést tett visszaszerzésére. Románia és Szovjetunió között 1934-ig nem volt diplomáciai kapcsolat. Mindazonáltal mindkét ország aláírta a területi viták erőszakmentes megoldásáról szóló 1928-as Kellogg-Briand paktumot és az 1933 júliusi londoni szerződést. Közben a szomszédos Transznisztriában, amely akkoriban az Ukrán Szovjet Szocialista Köztársaság része volt, 1924-ben megalakították a Moldovai Autonóm Szovjet Szocialista Köztársaságot.
A Sfatul Țării törvénye alapján 1918–1919-ben végrehajtott földreform a középosztály megerősödését hozta. A térség lakosságának 87%-a falun élt. A békének és a kedvező gazdasági körülményeknek köszönhetően ez a földreform kisebb gazdasági fellendülést hozott. A városok és az ipar fejlődése jelentéktelen volt, a két háború között a térség mezőgazdasági jellegű maradt. Jelentős beruházás történt az oktatásba, az írástudók aránya az 1897-es 15,6%-ról 1930-ra 37%-ra nőtt. Besszarábia így is nagy hátrányban volt Románia egészével szemben, mert az írástudás országos átlaga 60% volt. A két háború közötti időszakban a román hatóságok románosításba kezdtek, megpróbálták asszimilálni az országban élő etnikai kisebbségeket. Ennek a politikának az erőltetése különösen pusztító volt Besszarábiában, ahol rendkívül vegyes lakosság élt. Az eredmény a kisebbségek oktatási és kulturális intézményeinek a bezárása volt.

### Szovjetunió

Ez a zászló a moldovaiak „halálát” szimbolizálta; a Vörös Hadsereg kisinyovi bevonulását, és a Molotov–Ribbentrop-paktum aláírását, amikor is az országot a náci érdekszférából a szovjet – keleti – zónába helyezik át.

1939 augusztusában aláírták a Molotov–Ribbentrop-paktumot, amely kimondta, hogy Besszarábia szovjet érdekszférában fekszik. A szovjet területi követelés újjáéledt. 1940. június 26-án Románia ultimátumot kapott a Szovjetuniótól. Ebben a Szovjetunió a román hadsereg és közigazgatás azonnali kivonását követelte Besszarábiából és Észak-Bukovinából; ellenkező esetben háborúval fenyegetett. Moszkva és Berlin nyomására a román közigazgatás és hadsereg kivonult a követelt területekről, amelyeket 1940. június 28-án megszállt a Szovjetunió. A visszavonulás közben a román haderőt megtámadta a Vörös Hadsereg, amely a román hatóságok teljes kivonása előtt érkezett Besszarábiába. 42 876 román katonát és hivatalnokot nem találtak a kivonulás befejeződése után. Az északi és a déli részek, jelentős nem moldovai közösségekkel (ukránok, besszarábiai bolgárok, besszarábiai németek és lipovánok) az Ukrán Szovjet Szövetségi Köztársasághoz kerültek. Az addig létező Moldavai Autonóm Szovjet Szocialista Köztársaságot, ahol a lakosság többsége moldován volt, feloszlatták, területének valamivel több mint a felét egyesítették Besszarábiával és megszervezték a Moldavai Szovjet Szocialista Köztársaságot, amely a mai Moldova elődje.
Románia 1941-ben a tengelyhatalmak – Szovjetunió – elleni támadásának résztvevője volt. Megszállta Moldovát és helyreállította ott közigazgatását. A megszállt Transznisztriában a románok, együttműködve a németekkel, deportáltak vagy kivégeztek 300 000 zsidót, akik közül 147 000 Besszarábiából vagy Bukovinából származott. A térséget a Vörös Hadsereg 1944 február–augusztusában hódította vissza.
A szovjet uralom kezdeti időszakában a helyieket Észak-Urálba, Szibériába és Kazahsztánba deportálták. Ez megszokott dolog maradt Sztálin rémuralma idején is. A legnagyobb szállítmányok 1941. június 12–13-án és 1949. július 5.–6-án indultak. Az elsőben 19 000, a másodikban 35 000 embert deportáltak. Egyes orosz történészek szerint 1940–41-ben körülbelül 90 000 helyi lakos vált politikai üldözés áldozatává. 1946-ban, ismétlődő aszályok után, a szovjet hatóságok kiterjedt rekvirálásai következtében éhínség tört ki, és csak Moldovában 216 000 halottja volt, ezek mellett 350 000-en betegedtek bele. 1944 és 1953 – ekkor következett be Sztálin halála – között számos fegyveres antikommunista csoport működött Moldovában; a KGB – Állambiztonsági Bizottság – a résztvevők többségét bebörtönözte és deportálta.
A háború utáni időszakban az új szovjet köztársaságba tömegesen vándoroltak be oroszok és ukránok, különösen a városokba. Részben kompenzálták azt a népességvesztést, amit a németek 1940-es kivándorlása okozott. A szovjet kormányzat önálló moldovai, a romántól különböző etnikai tudat kiépítésére törekedett. Ennek elméleti alapja a Moldovai Szovjet Szocialista Köztársaság léte volt. Hivatalos szovjet álláspont szerint a moldáv nyelv különbözött a romántól. A moldáv nyelvet cirill betűkkel írták, míg a románt 1860 óta latin betűkkel.
A szomszédos Romániába, bár szintén a keleti blokkhoz tartozott, nem volt szabad átjárási lehetőség Moldovából. Mind a román állampolgárok, mind pedig a moldovai lakosság beutazását korlátozták a másik területére, ezáltal családok és rokoni kapcsolatok lettek szétszakítva. Mindez részét képezte a moldáv népet érintő szovjet elkülönítési politikának a romántól. Nicolae Ceaușescu, Románia hírhedt diktátora maga sem feszegette a román-moldáv kérdést a Szovjetunióval való jó viszonyra tekintettel, bár egyszer-egyszer megjegyezte a szovjet politikusoknak is, hogy a moldávok valójában románul beszélnek. Miután Ceaușescu az 1980-as évek végétől mindjobban szembekerült a szovjetekkel is a gorbacsovi reformok miatt, ő is elkezdte egyre nyíltabban hangoztatni, hogy Moldova román terület, románajkú néppel.
Az 1970-es és az 1980-as években Moldovában a szovjet központi költségvetés jelentős beruházásokat hajtott végre, ipari és tudományos létesítményeket, valamint lakásokat építettek. 1971-ben a Szovjetunió Minisztertanácsa határozatot hozott "Kisinyov város további fejlesztéséről", amelynek keretében erre a célra egymilliárd rubelt fordítottak a Szovjetunió költségvetéséből; a későbbiekben is jelentős összegeket fordítottak Moldovára. A Szovjetunió többi részéből képzett szakembereket irányítottak Moldova iparának fejlesztésére. A beruházások 1991-ben szűntek meg, amikor feloszlott a Szovjetunió és Moldova függetlenné vált.

### A független Moldova
A többi periférikus helyzetű szovjet köztársasággal együtt Moldova is 1988-ban indult meg a függetlenség útján; az 1989. augusztus 31-i nyelvtörvény bevezette a moldáv nyelv latin betűkkel való írását és államnyelvvé tette azt Moldovában. A helyi parlamentbe az első szabad választásokat 1990. februárban és márciusban tartották. A moszkvai puccs bukása után Moldova 1991. augusztus 27-én kiáltotta ki a függetlenségét és decemberben csatlakozott a Független Államok Közösségéhez a többi korábbi szovjetköztársasággal együtt. Kinyilvánította semlegességét és nem csatlakozott a FÁK katonai szervezetéhez. Az év végén a korábbi kommunista reformer, Mircea Snegur nem vitatott választáson lett köztársasági elnök. Három hónappal később az Egyesült Nemzetek Szervezete formálisan is elismerte Moldova függetlenségét. Moldovának a Dnyeszter folyótól keletre eső része, Transznisztria, jelentős orosz és ukrán lakossággal, 1990-ben kikiáltotta függetlenségét Moldovától. Attól féltek, hogy a Szovjetuniótól való elszakadás után Moldovában megerősödő nacionalizmus végül a Romániával való újraegyesülésre fog vezetni. 1992-ben rövid fegyveres konfliktus alakult ki Moldova és a Transznisztria elszakadását támogatók között. A térségben állomásozó orosz csapatok (a 14. hadsereg) a transznisztriaiak oldalán avatkozott be, és a katonai konfliktus lezárulta után is a Dnyesztertől keletre fekvő területen maradt, annak ellenére, hogy nemzetközi egyezmények írták elő kivonását és ezt ismételten követelte a moldovai kormány. 2006-ban még mindig a Dnyeszter-melléken állomásozott a 14. hadsereg 1200 katonája. A transznisztriai és a moldovai vezetők tárgyalásai az Európai Biztonsági és Együttműködési Szervezet, Oroszország és Ukrajna közvetítésével folytak; később bekapcsolódtak az Európai Unió és az Amerikai Egyesült Államok megfigyelői is.

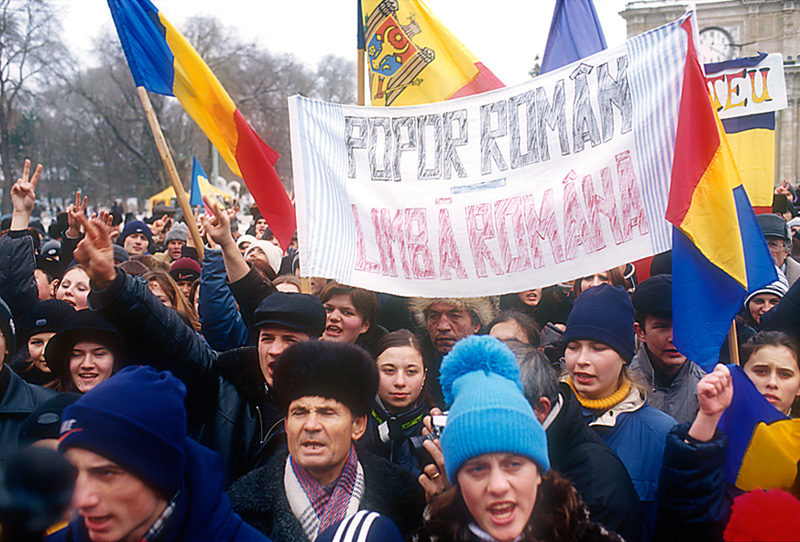
A 2002 januári PPCD–nagytüntetés Chișinăuban. A felirat a képen: Popor Român–Limbă Româna, vagyis magyarul: Román nép–Román nyelv

Az 1998-as orosz gazdasági válság Moldovában is gazdasági válságot okozott. Akkoriban Oroszország volt Moldova fő gazdasági partnere. A politikai hatás 2001-ben lett világos, amikor a választásokon a Moldovai Kommunista Párt szerezte meg a parlamenti helyek többségét. Vezetője, Vladimir Voronin lett az elnök. Gazdasági téren a válság a munkaerő kivándorlását okozta. Az 1989-es és a 2004-es népszámlálási adatok szerint Moldova elvesztette 400 000 lakosát, a lakosság 9%-át. Elemzők becslése szerint azóta a kivándorlás gyorsul, viszont számos idénymunkás él az országban bejelentés nélkül.
A Moldova és Oroszország közötti viszony 2003 novemberében került a mélypontra, amikor a transznisztriai konfliktus megoldására tett orosz javaslatot a moldovai hatóságok elutasították. A 2005-ben tartott választásra a kommunista párt irányvonala gyökeresen megváltozott és nyugatbarát programmal győzött. Voronin második terminusra is elnök lett. 1999 óta Moldova folyamatosan törekszik az Európai Unióba való belépésre. 2009. április 7-én súlyos zavargások törtek ki, miután a kommunisták a választásokon megint nagyarányú győzelmet arattak. A felbőszült tömeg megtámadta az elnöki palotát és a parlamentet is, az utóbbi épület két emelete ki is égett. A zavargások hatására az ellenzék és a kormány megegyezett, hogy újraszámlálják a szavazatokat, ezt azonban a Központi Választási bizottság elutasította.

### 2009-es moldovai zavargások

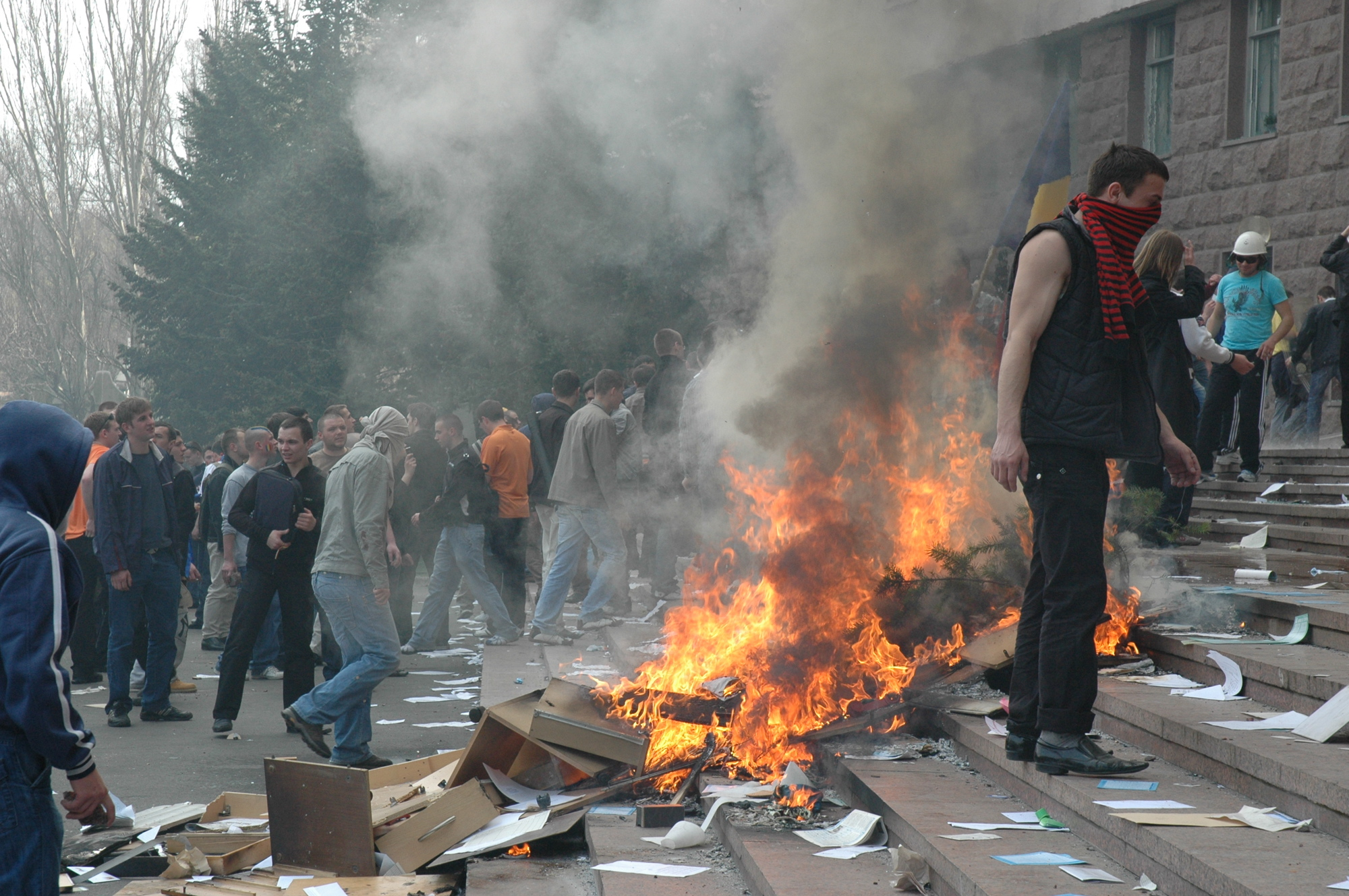
Tüntetők a moldovai parlament épülete előtt, 2009 tavaszán

A romániai 1989-es romániai forradalom után Chișinăuban is sor került a második "román" forradalomra. A moldovai kommunista hatalom ellen irányuló április 7-i utcai tüntetésekről részletesen beszámolnak a román országos napilapok. Több újság is forradalomnak és lázadásnak nevezi a kisinyovi kormányellenes tüntetést. A Gandul című napilap szerint 30 ezer tüntető robbantotta ki Chișinău utcáin a forradalmat. A román lapok egyhangúlag kiemelik, hogy a moldovai hatóságok ellenőrzésük alá vonták az elektronikus és az írott médiát, így a legtöbb információ az ottani eseményekről az interneten keresztül érkezett. A moldáv fiatalok a közösségi és a videomegosztó portálokon keresztül tájékoztatták a közvéleményt az eseményekről.

### A kommunisták bukása után
2009. szeptember 11-én az államfő lemondott hivataláról. A kommunisták leköszönésével egyre csökken az akadály Moldova és Románia közötti minél nagyobb fúziónak. Ezidáig legerősebben a kommunisták álltak ellen annak az elképzelésnek, hogy a két állam egyesüljön, és kiálltak a szovjet időkből maradt moldován nyelv és moldován nemzet fogalma mellett. Az új vezetés ezeket a fogalmakat fokozatosan kivonja az alkotmányból, így 2013-ban már a román lett az ország államnyelve. Igaz, a lakosság még mindig erős szimpátiát mutat az önálló nemzet eszméje mellett, különösen a még szovjet szellemben felnőtt idősebb korosztály, ugyanakkor Transznisztria és a gagauzok sem lelkesednek a román-moldáv egységért, saját nemzeti, nemzetiségi létük miatt aggódva. Elemzők szerint ez Magyarország és Bulgária ellenszenvét is kiválthatná.
Románia az egyesítésre tett lépései közé tartozik a Moldovának nyújtott mintegy százmillió eurós segély.
Románia elnöke, Traian Băsescu 2014-ben kijelentette, hogy Romániának és Moldovának egyesülnie kell, mivel mindkét országot ugyanaz a nép lakja. Szerinte Romániában a lakosság többsége támogatná az egyesülést, de Moldovában nem ismeri az emberek véleményét.
A 2020 januári közvélemény-kutatások Moldovában a lakosságnak csak 37%-a támogatná az egyesülést. De nemcsak Moldovában ilyen alacsony az egyesülés elgondolásának támogatottsága. Romániában, egy 2023-as közvéleménykutatás is azt mutatta ki, hogy csupán 31%-a a megkérdezetteknek támogatná Moldova és Románia egyesülését és 50%-a határozottan nemmel voksolna egy a kérdésben tartandó esetleges népszavazáson.
2022-től az Európai Unió tagjelöltje. Az utóbbi időkben az ország komoly fenyegetéssel néz szembe a szomszédban dúló orosz–ukrán háború miatt, melynek következtében a Dnyesztermenti Köztársasággal való ellenségeskedés is újra éledt.

## Politika
A Szovjetuniótól való függetlenségének 1991-es kikiáltása után az első parlamenti választásokat 1994-ben tartották.

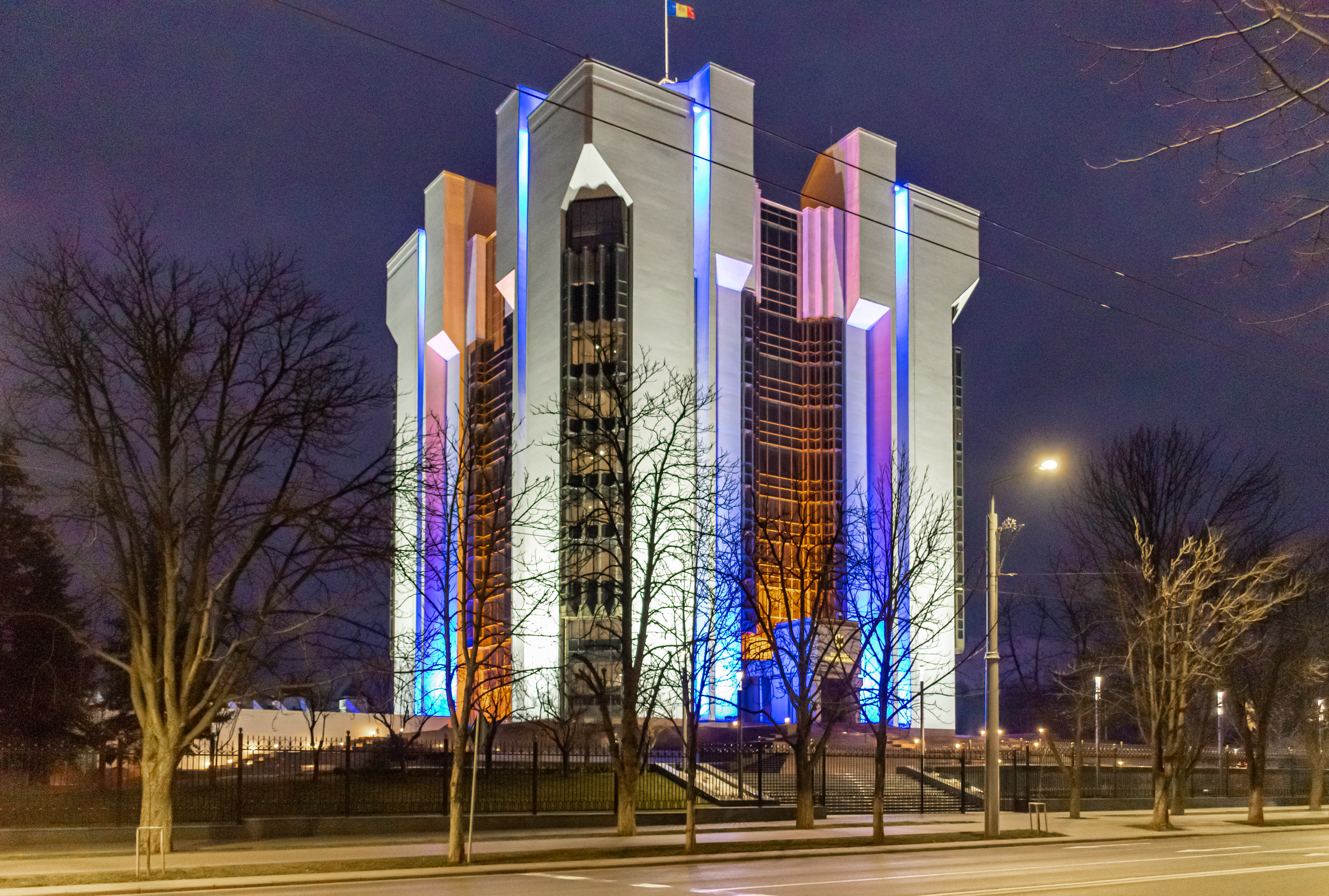
Az elnöki palota Chișinăuban

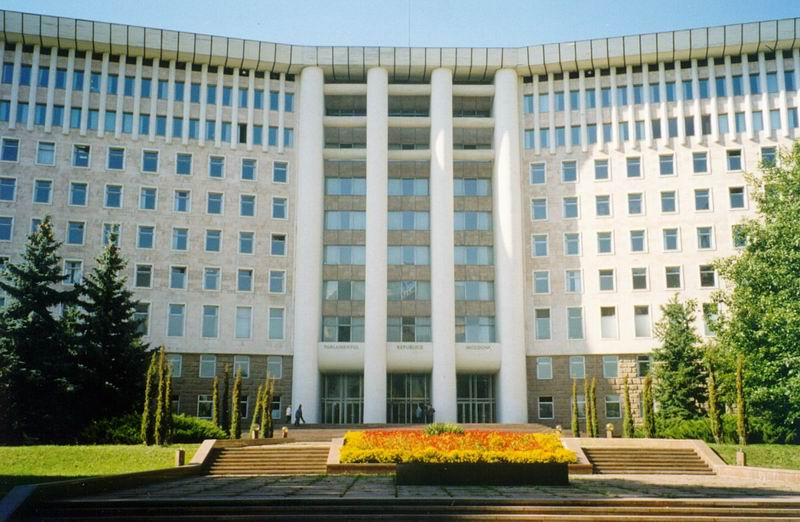
A parlament épülete

### Elnök
Moldova elnöke 2016. december 23. – 2020. december 24. között Igor Dodon, 2020. december 24-étől Maia Sandu.
A 2024 őszén tartott elnökválasztáson Maia Sandut további négy évre újraválasztották, 2024. december 24-én  iktatták be hivatalába.

### Alkotmány, államforma
Moldova parlamentáris köztársaság, 2016-ig a parlament által választott, azt követően közvetlenül választott elnökkel.

### Törvényhozás, végrehajtás, igazságszolgáltatás
Az ország legmagasabb törvényhozó testülete az egykamarás parlament (101 képviselő).

### Politikai pártok
A 2021-es előrehozott parlamenti választásokon az Európa-párti Cselekvés és Szolidaritás Párt (Partidul "Acțiune și Solidaritate", PAS) szerezte meg a szavazatok zömét.

### Védelmi rendszer
A moldovai hadi, katonai költségvetés 6 millió $, ami a bruttó hazai termék (GDP) közel 1%-a. A teljes személyi állomány 11 000 főre becsülhető, ebből 6910 fő aktív. A lakosság mozgósítható része mindössze 1 156 705 fő, melyből 913 896 fő alkalmas katonai szolgálatra.

### Politikai helyzet
Az ország a Független Államok Közösségének a tagja. Bár a románajkú népesség többséget képez, és Romániában hasonlóan tekintenek Besszarábiára, mint Magyarországon Erdélyre. A Moldovai Köztársaság Oroszország-orientált, a lakosság jó része nem nyugatbarát, és sokan hallani sem akarnak a Romániával való (újra)egyesülésről. A függetlenségi (tehát oroszbarát) politikának elkötelezett híve volt az egykori államfő, Vladimir Voronin is, nem véletlenül, hiszen ő sem románajkú. Az őt megelőző kormányfő, Mircea Snegur többek között Romániához való közeledési próbálkozásai miatt bukott meg.
Az ország az egyetlen a volt szocialista államok közül, amelyikben a Szovjetunió felbomlása után is deklaráltan szocialista kormányt választottak. Talán itt a legerősebb a nosztalgia az egykori Szovjetunió és az általa nyújtott létbiztonság iránt.

#### Transznitria
A Dnyeszter folyó és az ukrán határ közötti szakasz, az ún. Dnyeszter Menti Köztársaság (Transznitria) hovatartozása jelenleg is viták tárgyát képezi. A relatív szláv többségű régió nem fogadja el a moldáv fennhatóságot, ezért 1990-ben kikiáltották függetlenségüket, amelyet azonban egyetlen állam sem ismert el. Így jött létre a Dnyeszteren túli szakadár-köztársaság, melynek „fővárosa” Tiraspol (Тирасполь). Bár a terület de jure a Moldovai Köztársaság részét képezi, de facto Kisinyov nem gyakorol ellenőrzést fölötte, az ott élő mintegy négyszázezer polgárnak saját himnusza, pénzneme (transznisztriai rubel), sőt saját gépkocsi-felségjelzése, illetve rendszámtáblája van. A helyzet rendezésére tett kísérletek mindezidáig eredménytelennek bizonyultak.

#### Gagauzia
További sajátossága az országnak a déli részen élő, török eredetű nyelvet beszélő, ám ortodox keresztény gagauz kisebbség, melynek a kilencvenes évek elején – az országnak nagyobb nemzetközi legitimitást szerezve – területi autonómiát biztosítottak, így jött létre a Gagauz Autonóm Terület (Териториа Аутономэ Гагаузэ), Komrat székhellyel.

### Emberi jogok
Az emberi jogok helyzetét csak 2002 óta vizsgálják. A helyzet 2007-ben volt a legrosszabb, amikor is a megfigyelők a széles körben elterjedt kínzásokról, rossz bánásmódról és az előzetes letartóztatásokban uralkodó rossz körülményekről számoltak be.
Már szerte a világban felszólaltak a Moldovában tapasztalható visszaélések, így a független média elnyomása ellen. Embercsempészet tekintetében kiugró helyet foglal el, ugyanis az Amerikai Egyesült Államok külügyminisztériuma a 2-es szintű figyelőlistára helyezte 2017-ben.
2002-ben tiltakozások robbantak ki az országban, amikor az orosz nyelv, mint kötelező tantárgy visszaállítását szándékozta elérni a kormány. Ekkor szigorú cenzúrát vezettek be a Teleradio-Moldovánál, s az ellenzékkel és tüntetőkkel szimpatizáló újságírókat rúgtak ki vagy függesztettek fel. 2004-ben javulás következett be, amikor a kormány módosította a büntetőtörvénykönyv azon cikkelyét, amely becsületsértésért 5 év szabadságvesztés kiszabását írta elő, de a média az EBESZ szerint még így is korlátok közé lett szorítva.
A hatósági erőszak és visszaélések mértéke jelentősen megnövekedett a 2009-es zavargások idején.
Különösen sérültek egyebek mellett a szólás és sajtószabadsághoz való jogok, mivel a médiát erősen cenzúrázták az országos eseményeket illetően. Bár helyzet azóta javulni látszik, de 2016-ban a Freedom House még mindig csak részben szabad országnak minősítette Moldovát, mivel a véleménynyilvánítás szabadsága a törvények ellenére nem igazán akar érvényesülni.
Noha az ország már ekkor is számos szerződést ratifikált a nők védelme érdekében, mégis nagyon elterjedt és általános maradt a nők és gyerekek elleni erőszak valamint szexuális és egyéb kizsákmányolás, míg az erőszakkal szembeni védelmi intézkedések hatástalanok maradtak.
2011-ben történt figyelemre méltó előrelépés a vallásszabadság biztosításának terén.
2021. április 19-én Strassbourgban írtak alá egy 2024-ig tartó Moldovát érintő akciótervet, amely többek között az emberi jogok helyzetének javítását is célozza.
A romák diszkriminációja rendszerszintű probléma Moldovában, ami különösen igaz a bűnüldöző szervekre, akik fizikai erőszakot is alkalmaznak a cigányokkal szemben. A jogsértések kivizsgálását az állami szervek a legtöbb esetben megtagadták.
A törekvések ellenére a nemzetközi szervezetek még 2016-ban is csak részben szabadnak minősítették Moldovát.

## Közigazgatási beosztás
Moldova közigazgatása következő egységekre oszlik:
- három (első szintű) város (municipiu, többes számban: municipii),
- két autonóm területi egység (unitatea teritorială autonomă),
- 32 járás (raion, többes számban: raioane).

A három város:
- Bălți
- Chișinău
- Tighina (Bender)

Korábban még ezekhez jött a két autonóm terület fővárosa:
- Comrat
- Tiraspol

A két autonóm területi egység:
- Gagauzia (Găgăuzia) (délen, sötétzölddel)
- Dnyeszter Menti Köztársaság vagy Transznisztria (Stînga Nistrului)
 (keleten, szürke színnel) – 1992 óta de facto független

A 32 járás:
| - Anenii Noi - Basarabeasca - Briceni - Cahul - Cantemir - Călărași - Căușeni - Cimișlia - Criuleni - Dondușeni - Drochia | - Dubăsari - Edineț - Fălești - Florești járás - Glodeni - Hîncești - Ialoveni - Leova - Nisporeni - Ocnița - Orhei | - Rezina - Rîșcani - Sîngerei - Soroca - Strășeni - Șoldănești - Ștefan Vodă - Taraclia - Telenești - Ungheni |

## Népesség

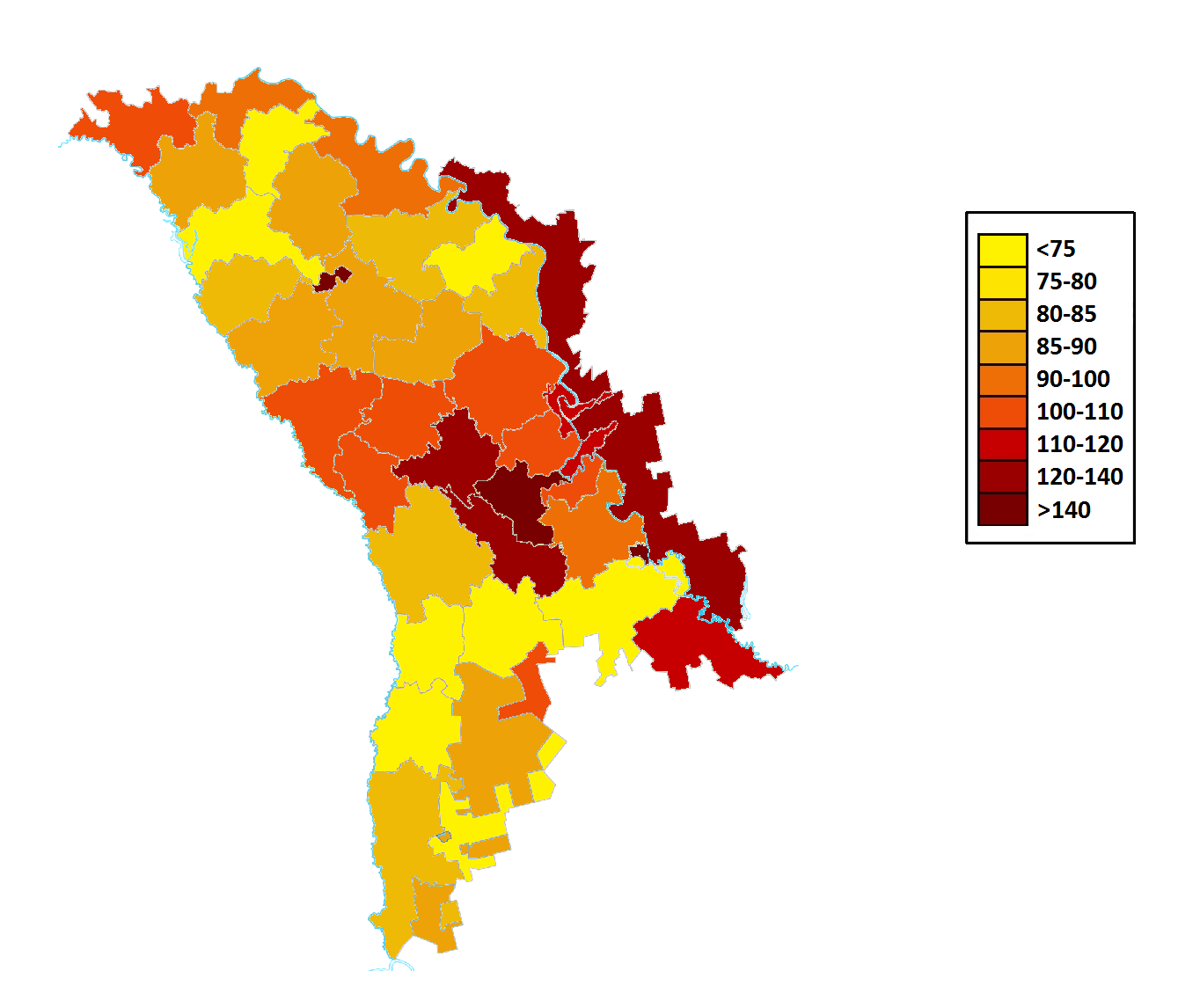
Moldova népsűrűsége 2014-ben

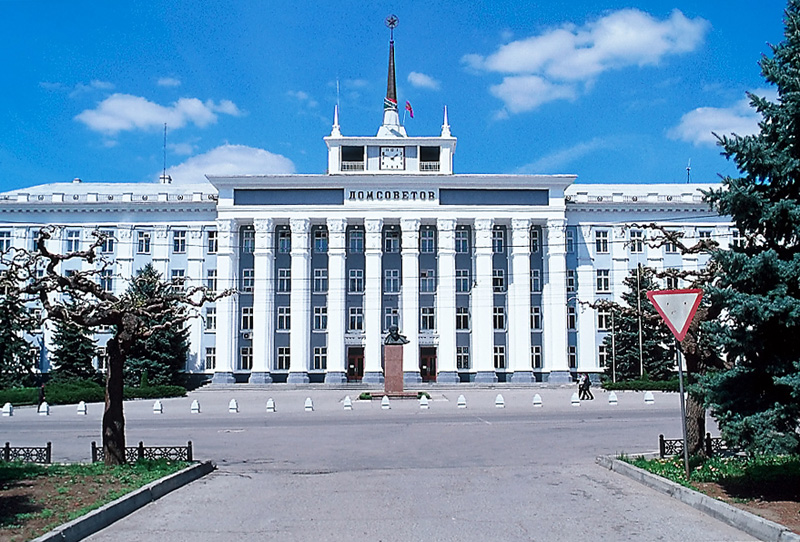
A legfőbb szovjet város, Tiraspol, a Dnyeszter Menti Köztársaság fővárosa

### Népnév
A moldvai (a Keleti-Kárpátok és a Prut között) és a moldovai (Prut és Dnyeszter között) románokat moldávoknak, moldovánoknak hívják. A moldáv, moldován melléknévi forma a magyar melléknév formának felel meg, míg a moldáviai, moldovai és a moldvai a magyarországi formának. A moldován és a moldovai melléknevek a Moldova (Prut–Dnyeszter köze) országnévből származnak, a moldáv és moldáviai melléknevek a régies Moldávia névből erednek (ez a Keleti-Kárpátok és a Dnyeszter közti teljes területre utal). A moldvai jelző többnyire a mai Románia területén lévő Moldva (Keleti-Kárpátok és a Prut köze) területre utal. Moldova országára tehát két jelzőt használnak: moldovai és moldován.

### Legnépesebb települések
Legnagyobb városa és fővárosa Chișinău. Jelentős nagyvárosok még – népesség szerint csökkenő sorrendben – Tiraspol, Bălți, Bender, Rîbnița és Cahul.

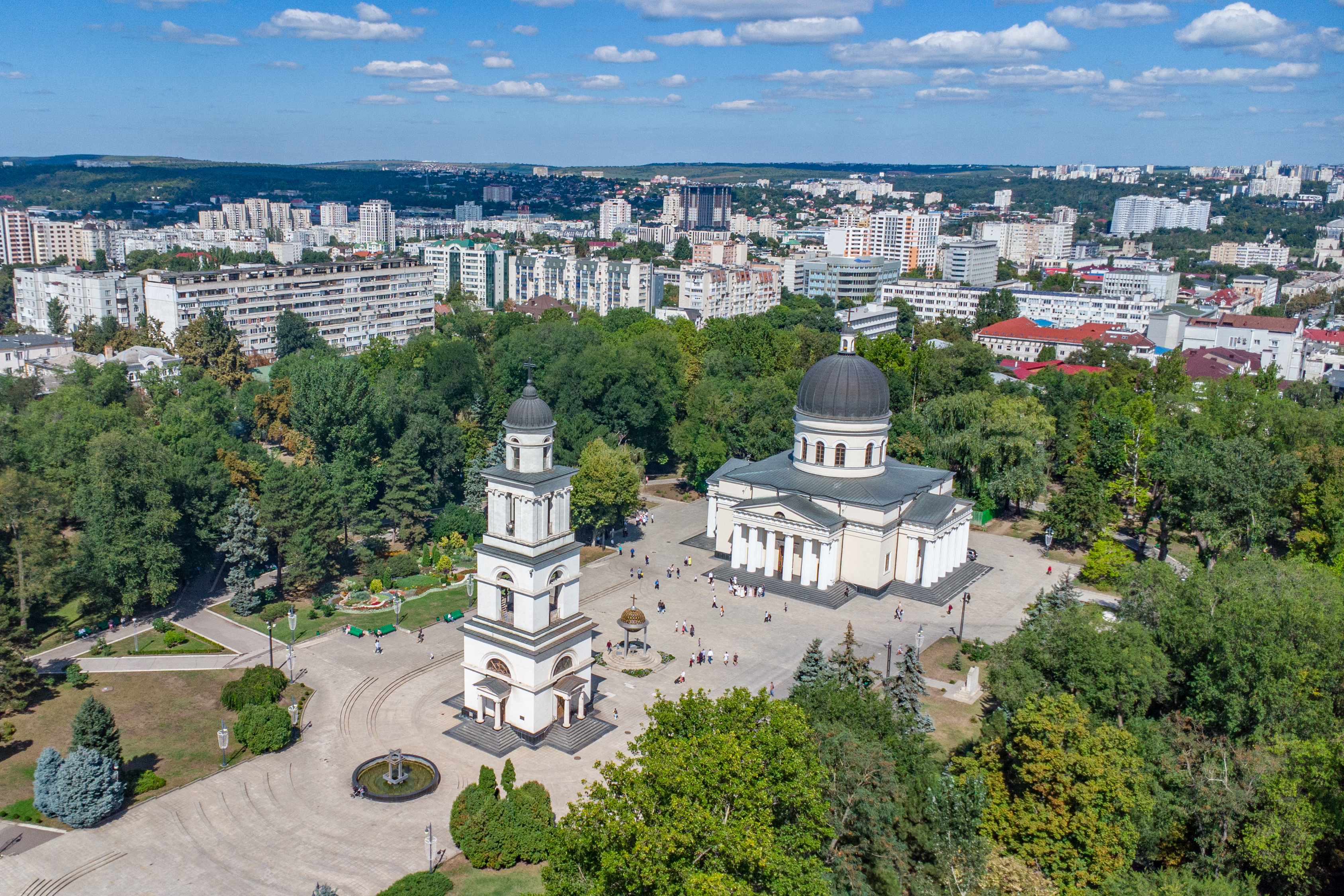
Chișinău (Kisinyov)
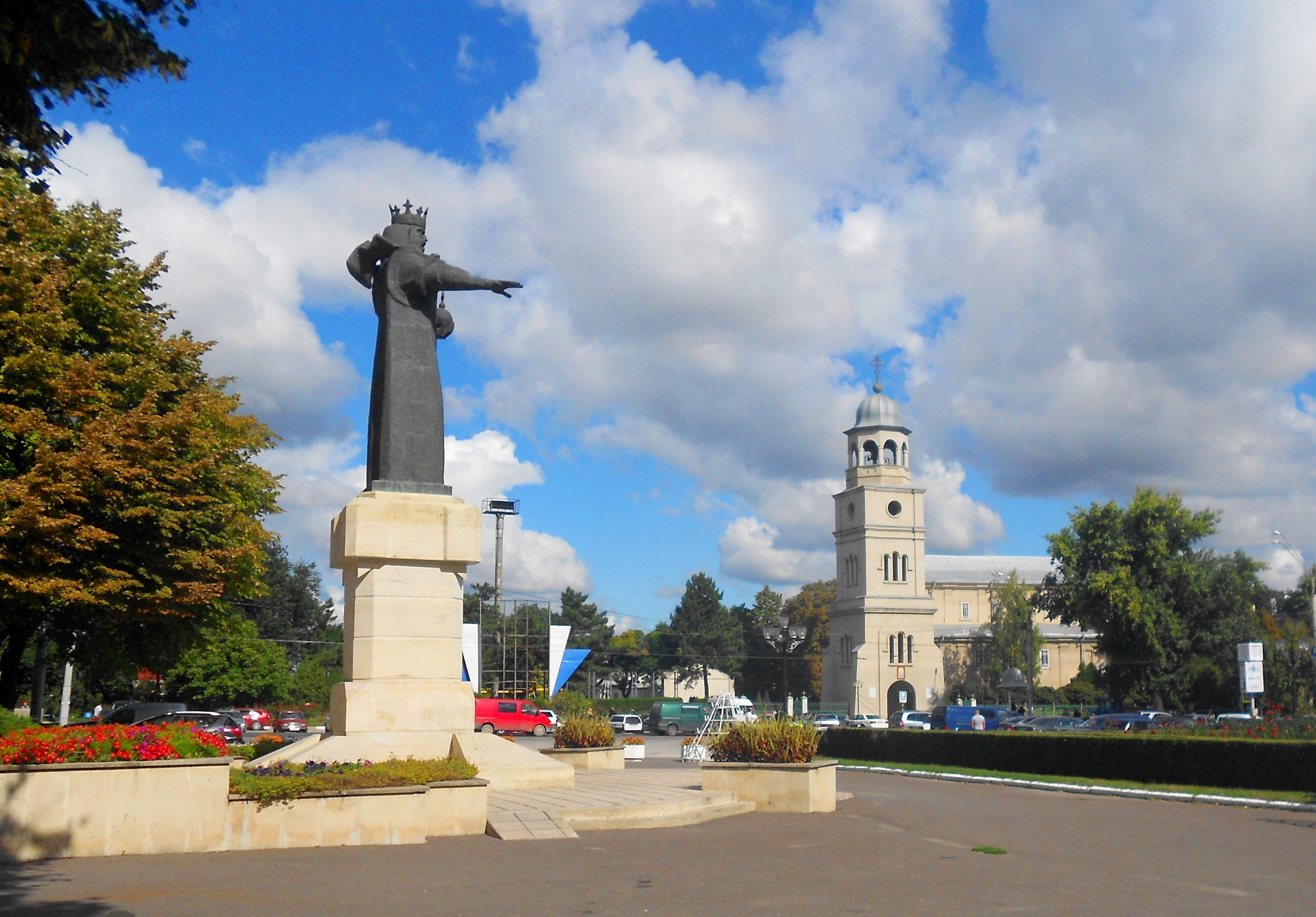
Bălți
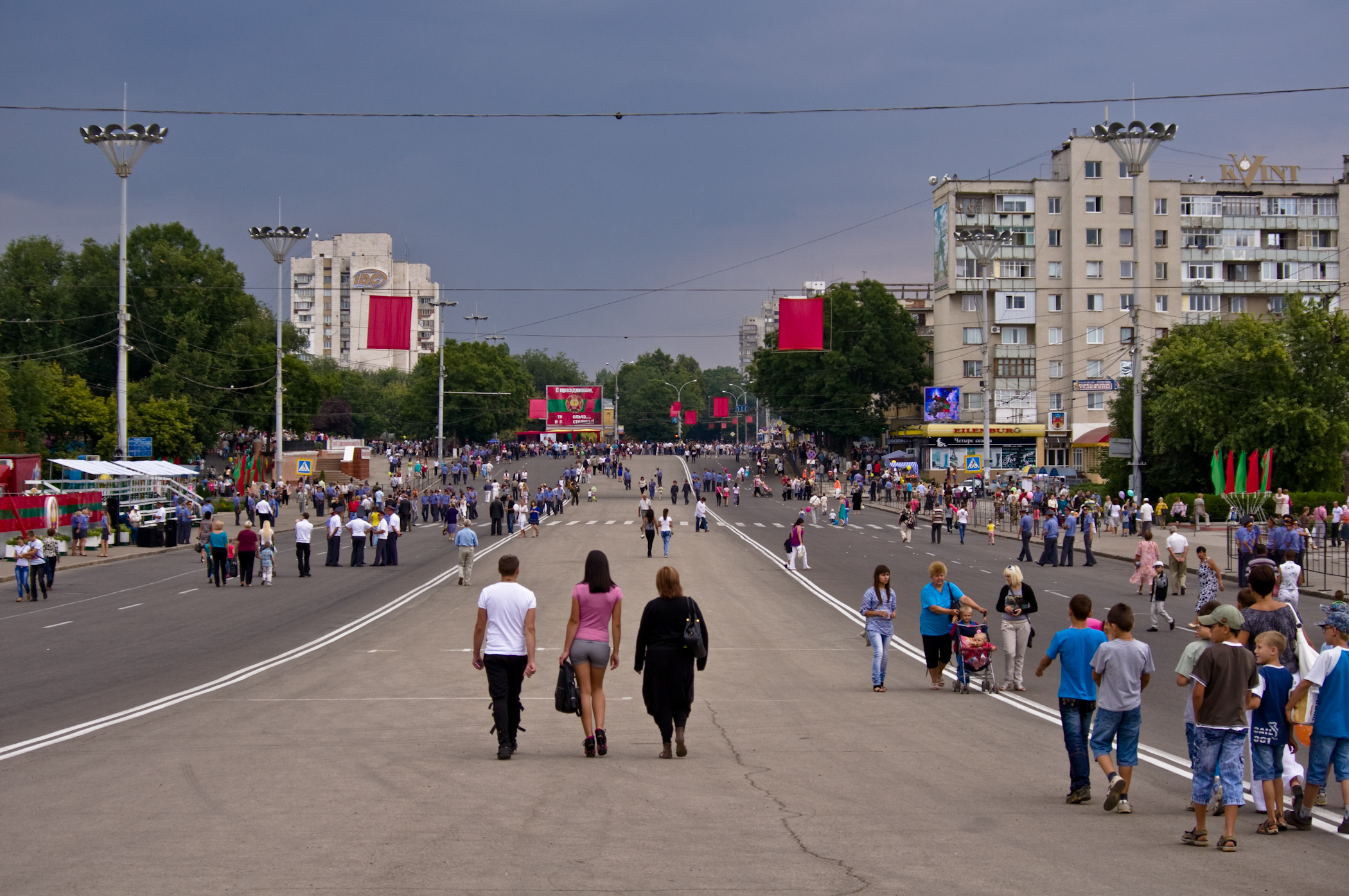
Tiraspol
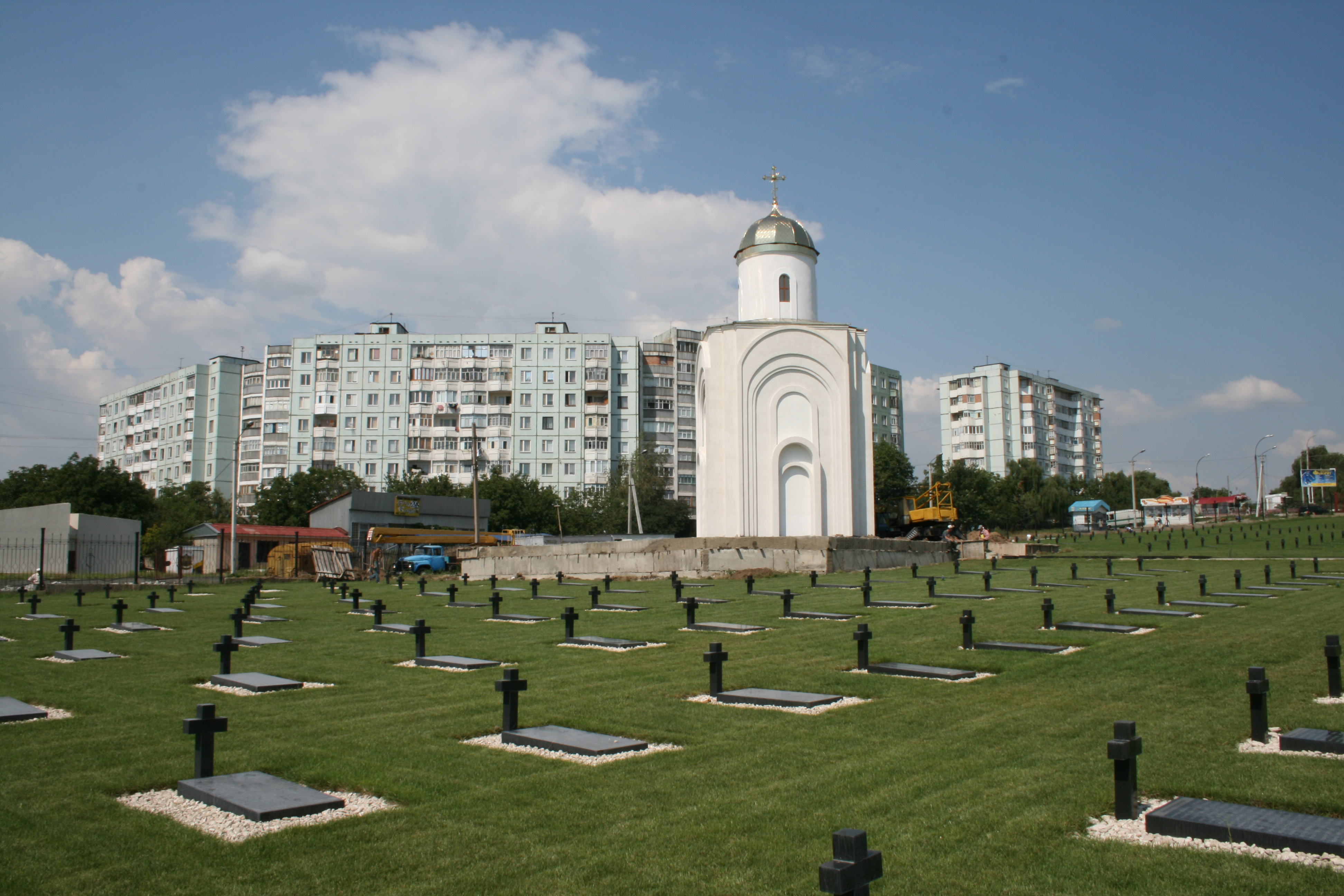
Bender

### Etnikai, nyelvi, vallási megoszlás

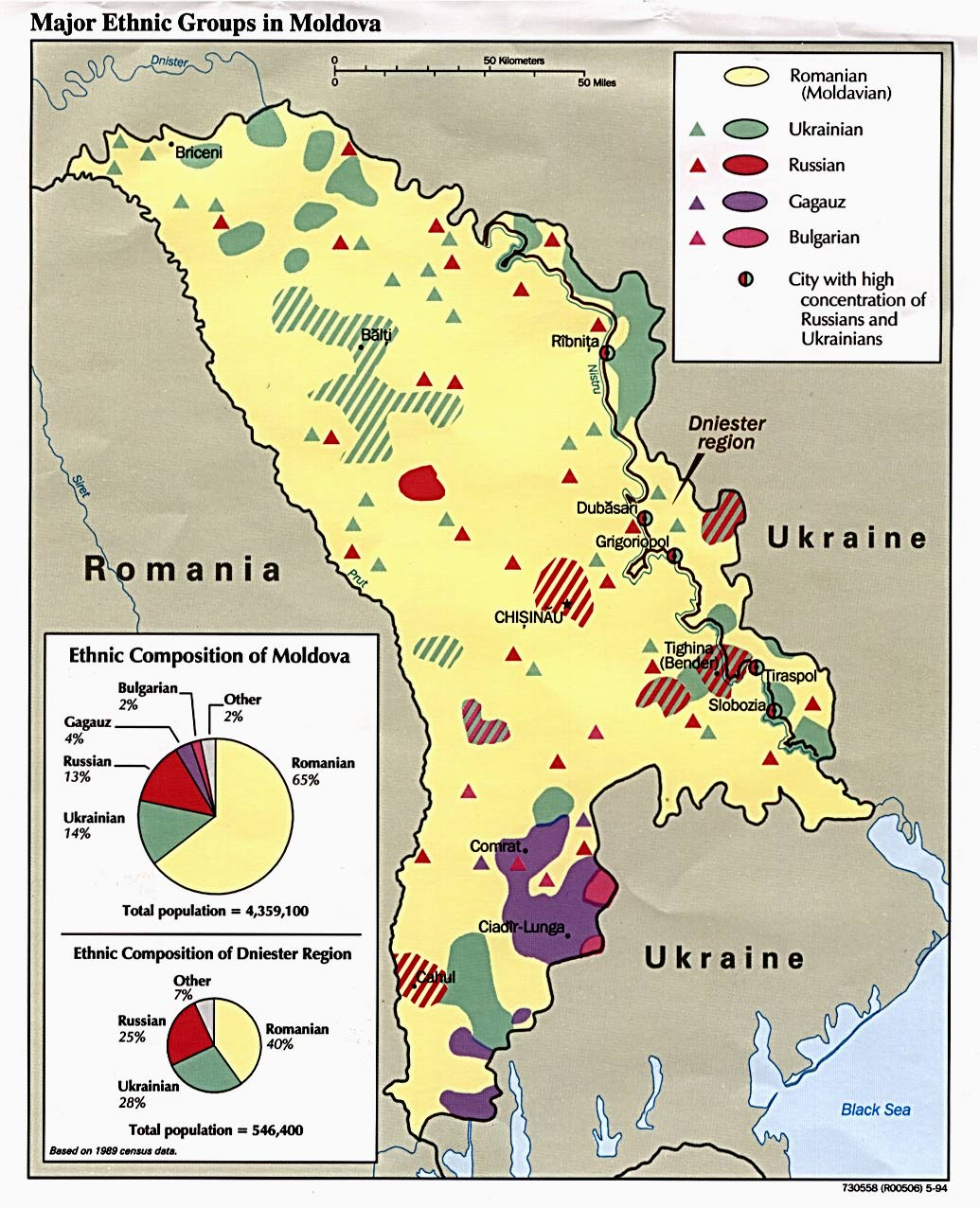
Etnikai megoszlás 1989-ben

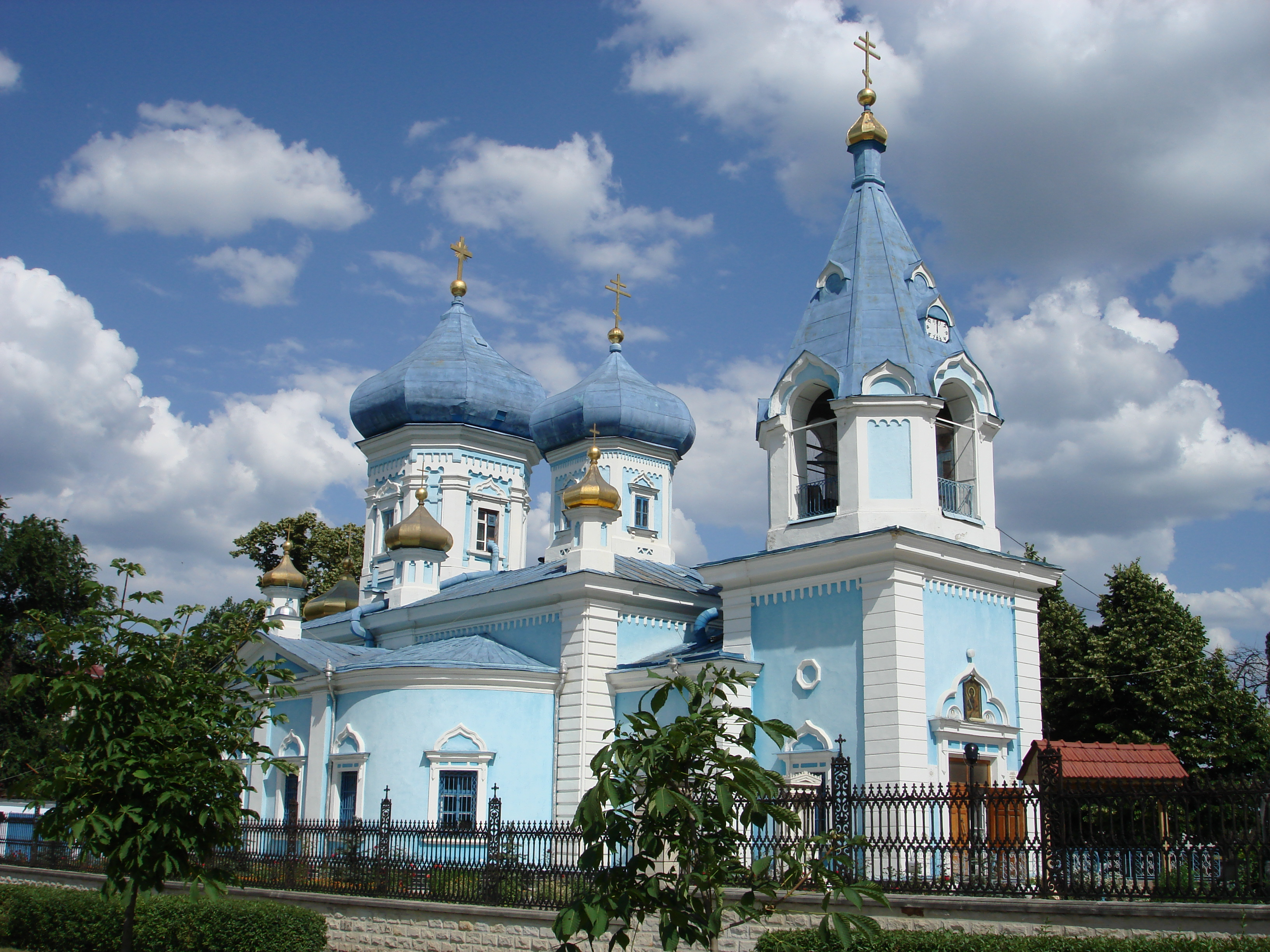
Moldáv ortodox templom Chișinăuban

Lakossága etnikailag heterogén, számbeli többséget alkotnak a moldávok (moldovánok). A moldáv nép viszont aligha különíthető el a romántól, a kulturális különbségek nem nagyok közöttük. A nyelvük román nyelv keleti moldvai dialektusával azonos, tulajdonképpen még igazi dialektusnak sem tekinthető. Egyetlen különbsége mindössze, hogy nagyon sok orosz jövevényszót tartalmaz a szovjet okkupáció idejéből, amelyek azonban nem növelték meg a moldáv és a román közti különbségeket, de a függetlenséget követő évtizedekben az írott szisztémából teljesen kivesztek. A moldáv irodalmi nyelv gyakorlatilag teljesen azonos a románnal. 2023-ban a moldáv kormány törvényileg szüntette meg a moldáv nyelv fogalmát, így az Moldova hivatalos nyelve immár mind de jure a román.
A moldávok aránya a kilencvenes évek eleje óta a lakosság egészében növekvő arányt mutat. Számarányát tekintve csökkenő, politikai-gazdasági súlyában azonban továbbra is igen jelentős az orosz, illetve a leginkább oroszul beszélő ukrán kisebbség. Az itt élő, kisebb részben autochton, nagyobb részben a szovjet időkben beköltöztetett oroszajkúak felülreprezentáltak a városi lakosság körében, valamit a tudományban, a közéletben, és – leginkább – a gazdaságban, illetve a politikában. Jelentőséggel bír a fentieken kívül még a bolgár, illetve a gagauz nemzetiség.
Az ország etnikailag megosztott, ennek ellenére viszonylag ritkák a nemzetiségek közötti konfliktusok. A 2014-es népszámlálási adatok a szerint 2 998 235 fő élt a Moldovai Köztársaságban (Transznisztriát nem számítva), etnikailag a következőképpen oszlott meg:
- moldovánok (románok): 82,0%
- ukránok: 6,5%
- gagauzok: 4,5%
- oroszok: 4,0%
- bolgárok: 1,8%
- Egyéb: 1,3%

Érdekesség az, hogy a magukat de facto románnak valló moldovaiak száma 70 275 főre nőtt, ami 70 ezerrel több, mint 1989-ben. Az oroszok és ukránok száma és aránya jelentősen csökkent az utóbbi években.
A lakosság 56%-a ortodox keresztény.
A gagauzok (ortodox keresztény törökök) és bolgárok az autonóm Gagaúziában élnek, ahol többséget alkotnak.
Az ország keleti, a Dnyeszter folyó és az ukrán határ közötti része szakadár terület (Dnyeszter Menti Köztársaság vagy Transznisztria), az ott élő szláv többség az elszakadást szeretné nemzetközi téren is elismertetni.
Az orosz nyelvet – minthogy Moldova egykori szovjet tagköztársaság – a lakosság 99%-a beszéli, és még mindig domináns nyelv a kultúrában, a művészetben és a közigazgatásban.

## Gazdaság
A Moldovai Köztársaság egyike az egykori Szovjetunió legkisebb területű, ám legsűrűbben lakott utódállamainak. 2020 körül Európa egyik legszegényebb állama.
Moldova Magyarország harmadánál nem sokkal nagyobb, sűrűn lakott, kedvező mezőgazdasági klímával és kiváló termőtalajjal rendelkező ország, amelynek gazdasága mindig is az agráriumra épített, a mai napig a mezőgazdaság és a feldolgozóipar adja a bruttó nemzeti össztermék 60%-át. Jellemző számadat, hogy az ország lakosságának a többsége jelenleg is [mikor?] községekben lakik.[forrás?] Mivel ipari nyersanyagkincse, kőolaj-, illetve földgázkitermelése egyáltalán nincsen, az ország ipara erősen importfüggő.
A kilencvenes évek elején kivívott függetlenség után beköszöntő kritikus gazdasági időszak részben lezárult; az ezredforduló óta fokozatos növekedés kezdődött meg, sikerült valamelyest stabilizálni a gazdaságot, és elkezdték a szovjet időszakban kiépített és megszokott, később szétszakadt szociális védőháló visszaállítását is. Az első látásra biztatónak tűnő adatok azonban önmagukban csalókák: Moldovában elképesztő állapotok uralkodnak a politikában és az egészségügyben, virágzik a korrupció és a csempészet, a lakosság többsége a szegénységi küszöb alatt él. A legutóbbi időkig nem volt tiszta a világpolitikai irányultság sem; a deklaráltan kommunista beállítottságú kormány a leghatározottabban utasította el a Romániával való újraegyesítési törekvéseket, és ismételten kelet felé tekintett: Moszkvával próbálta szorosabbra venni a kapcsolatokat. Mivel ezek a próbálkozások jórészt sikertelenek maradtak, a legutóbbi időkben a vezetés „a Nyugat”, és ezzel együtt az Európai Unió felé kezdett orientálódni.
A kevés természetes energiaforrással Moldova szinte teljes energiakészletét Oroszországból és Ukrajnából importálja. Moldova orosz energiától való függőségét erősíti a 2010-es évek végén az orosz Gazprom felé fennálló több mint 6 milliárd dolláros adóssága is.
Hosszabb távon Moldova gazdasága továbbra is ki van téve a korrupciónak, a politikai bizonytalanságnak, a gyenge adminisztratív kapacitásnak, az energiaimport-függőségnek, az orosz politikai és gazdasági nyomásnak, a mezőgazdasági exporttól való súlyos függésnek, valamint a Dnyeszteren túli régióban tapasztalható, megoldatlan szeparatizmusnak.

### Gazdasági ágazatok
A mai Moldovai Köztársaság területe, vagyis a történelmi Besszarábia sohasem tartozott a fejlett régiók közé. A gazdaság alapvetően mindig is agrárbázisú volt, jellemző volt a falusi társadalmak tartós szegénysége, és a városi gazdaság is az agrárium termékeinek feldolgozására, illetve az ezekkel való kereskedésre épült. Amíg a terület a Moldovai Fejedelemséghez, majd Romániához tartozott, mindig az ország legfejletlenebb területének számított, és a helyzeten nem sokat javított a szovjet megszállás sem.

#### Mezőgazdaság
Az ország felszíne a kelet-európai síkság vastag lösztakarójával borított, amelyet a mélyen bevágódott folyók felszabdaltak. Enyhe éghajlata és jó minőségű termőföldje lehetővé teszik a gabonafélék, a szőlő és gyümölcs termesztését. Ásványkincsekben szegény.

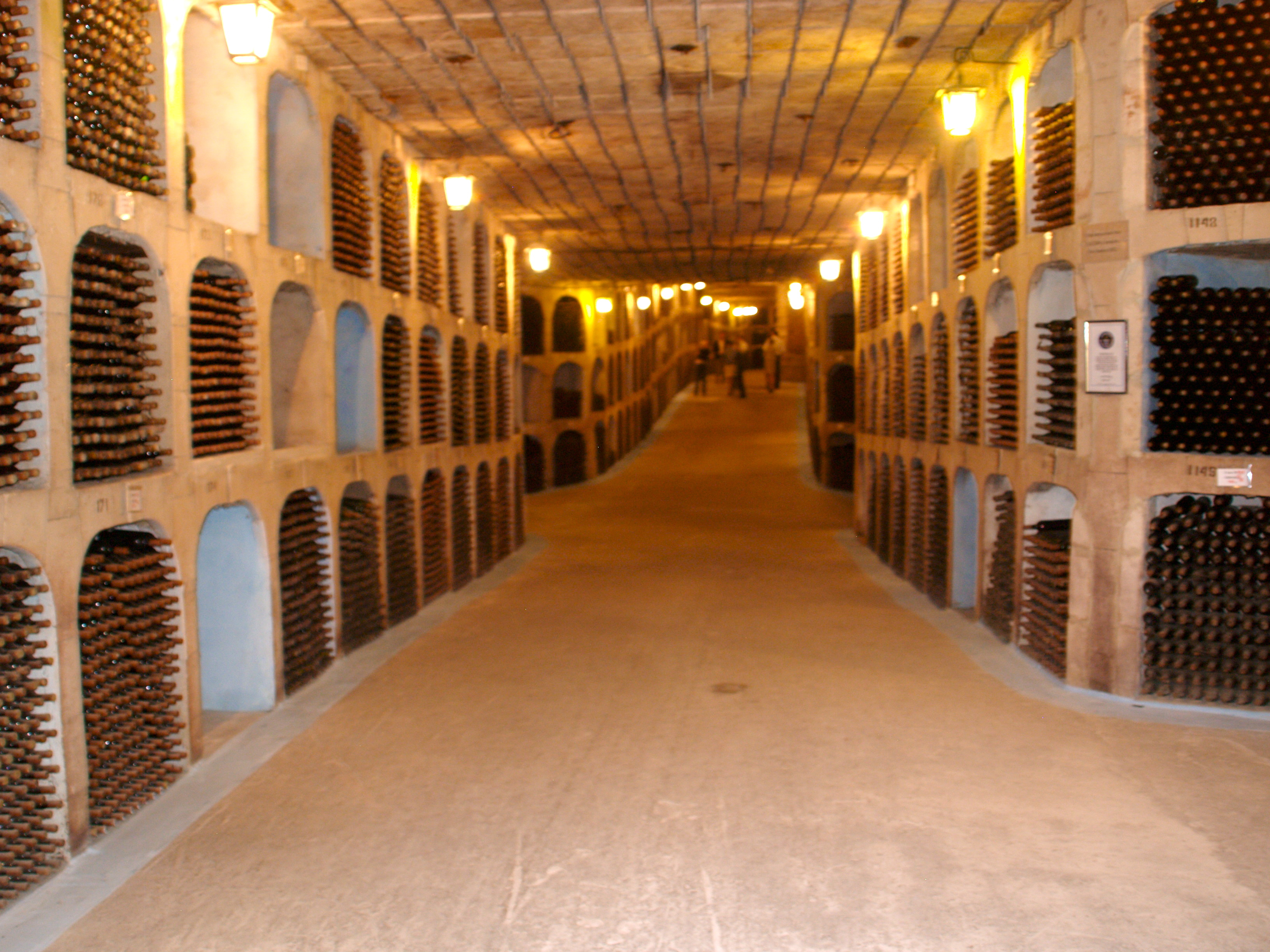
Mileștii Mici a világ legnagyobb borospincéinek ad otthont

Moldova Európa egyik legszegényebb országa. Mezőgazdasági jellegű ország: gyümölcs-, dohány-, szőlő- és gabonatermesztés mellett az élelmiszeripar jelentős.
Borászat
A borászat fontos ágazat. Az ország bortermelésének nagy része exportra készül. Sok családnak saját receptjei és szőlőfajtái vannak, amelyeket nemzedékről nemzedékre továbbadtak. Három történelmi borvidék létezik: Valul lui Traian (délnyugat), Stefan Voda (délkelet) és Codru (középen).
Mileștii Mici a világ legnagyobb borospincéjének otthona. 200 km hosszan nyúlik el, és csaknem 2 millió palack bor fér el benne.

#### Ipar
Ipara minimális.
Főbb iparágak a 2010-es években: cukoripar, növényi olaj, élelmiszer-feldolgozás, mezőgazdasági gépek gyártása; öntödei berendezések, hűtőszekrények és fagyasztók, mosógépek gyártása; harisnya, cipő, textilipar.
Iparának múltja
Az első szovjet időszak alatt (1924–1940) elsősorban a Dnyeszteren túli területen történtek iparosítási kísérletek. A második világháború után lényegi iparosításba kezdett a moszkvai vezetés, elsősorban Chișinăuban és környékén, de folytatták a fejlesztést az orosz többségű Tiraspolban is. A hagyományosnak számító mezőgazdasági feldolgozóipar mellett textil- és elektronikai iparágakat, valamint gépgyártást (traktor) is létesítettek.
A későbbiekben, a függetlenség 1991-es kivívásáig Moldova fejlődése a „klasszikus” szovjet utat járta be, bár a sztálini grandiózus projektek a köztársaságot (lehet, hogy szerencséjére) elkerülték – Moldova, leszámítva a magas színvonalú bortermelést, mindig is marginális szerepet töltött be a Szovjetunió gazdaságában. A vállalatoknak mintegy harmada közvetlen moszkvai irányítás alatt volt, a fennmaradó része a köztársaságnak volt alárendelve. A mezőgazdaságot kollektivizálták, a termelés nagy részét az állami gazdaságok és a termelőszövetkezetek biztosították.
Az 1970-es években még jól működő, robusztus gazdaság a nyolcvanas évek elejére lelassult, és 1985-ben jelentősen beszűkült, elsősorban a bortermelésben történt visszaesés miatt – ez összefüggésben lehetett Mihail Gorbacsov alkoholellenes politikájával. Az 1980-as évek végére azonban ismét növekvő tendenciák érvényesültek.

### Gazdasági helyzet

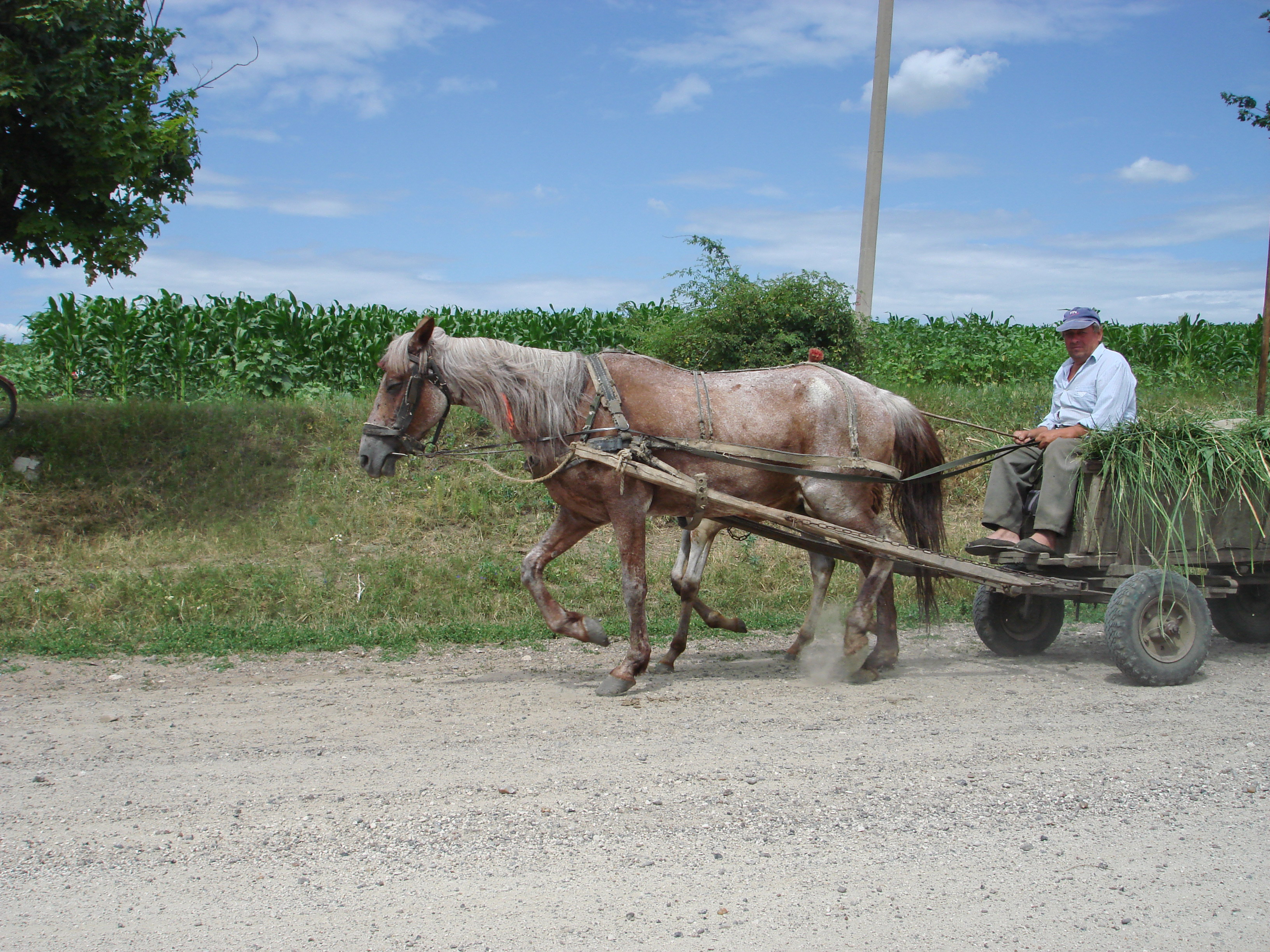
Tipikus moldáv gazda

Az egy főre jutó bruttó nemzeti össztermék szignifikánsan alacsonyabb más, a Független Államok Közösségéhez tartozó országokhoz, illetve egyéb kelet-európai államokhoz képest. Súlyosbítja a helyzetet, hogy igen jelentősek a jövedelmi különbségek a különböző rétegek, például a fővárosban, illetve az ország többi részén élők között, valamint az, hogy Moldova a régió legeladósodottabb országa: az egy főre jutó államadósság jelenleg 436 USA dollár. [mikor?]
A volt szovjet tagköztársaságok közül Moldova élte át az egyik legsúlyosabb gazdasági válságot az 1990-es évek során. Az ország a szovjet érában a birodalom éléskamrájának számított; minőségi mezőgazdasági termékei, de elsősorban az itt termelt bor igen jelentős részét adta a szovjet piacnak. A hagyományos kereskedelmi kapcsolatok felbomlása, a szovjet piac összeomlása, a folyamatos, drasztikus áremelkedések, az életszínvonal ugrásszerű esése, a szociális ellátórendszerek leépítése óriási mértékű társadalmi elégedetlenséget szült. 1991-től 2000-ig a vásárlóerő-paritáson számolt GDP évente átlagosan 10%-kal csökkent. Bár a makroökonómiai stabilizáció és a strukturális reformok hatására a gazdaság 1997-ben nőni kezdett, azonban az 1998-as orosz gazdasági válság aláásta a törekvéseket, és még inkább elmélyítette a krízist. Az ország kénytelen volt súlyos adósságokba verni magát: 1991-ben gyakorlatilag nulláról indult, 2002-ben meghaladta az 1,4 milliárd dollárt, ami az éves GDP 88%-át jelentette. Az adósságállomány 70%-a államadósság, vagy államilag szavatolt adósság volt.

A függetlenség kivívása után az új moldáv vezetés hamar lépéseket tett a privatizáció elindításának érdekében, legálissá tették a magántulajdont és a magánosítás irányítására létrehozták az állami privatizációs ügynökséget. Az átalakulás elvi alapjait 1991-ben fektették le, a program lényege a piacgazdaság felállítása volt, ugyanakkor komoly teret biztosítottak a kormányzati intervenciónak is. 1992 végén – talán a szovjet tervgazdaság örökségétől való meg nem szabadulás jegyében – hároméves tervet hoztak, amely az 1995-ig tartó időszakra vonatkozott. A terv lényege egy új társadalmi szerződés „kötése” volt, amely egy új szociális és gazdasági berendezkedés alapjait rakta le. Az új rendszert két lépcsőben kívánták bevezetni: először a gazdaságot szerették volna stabilizálni, ezt követően az agrár- és a kereskedelmi reform végrehajtását, a szociális ellátórendszer megerősítését és a piacgazdaság jogi keretének megszilárdítását tervezték. 

A független Moldova zászlaja

 Az 1994–1997-ig terjedő időszakra vonatkozó tervben már a gazdaság átstrukturálása, a vállalkozások újraszervezése, a kis- és középvállalkozások privatizálása, a vállalkozók támogatása, a költségvetési hiány csökkentése, a hatékony adórendszer bevezetése, és a piacgazdaság megalapozásának „új módjai” kapnak hangsúlyt. 1995 márciusában fogadta el a parlament a két évre szóló privatizációs programot, amely a külföldi befektetésekre, a termőföldek magánosítására, a nagy állami vállalatok elárverezésre összpontosított. Ekkor közel 1 500 állami vállalat magánkézbe adását tervezték. Még 1992 során katasztert készítettek az állami vagyonról, és az ebben kikalkulált összegek alapján sajátos kárpótlási programba, jobban mondva, a szovjet örökség szétosztásába kezdett a kormány 1993-ban: minden állampolgár jegyeket kapott a ledolgozott éveivel arányos mennyiségben, amelyek a „közös tulajdon” egy-egy pici szeletét reprezentálták. Az állami gazdaságok (kolhozok) dolgozói hasonlóképpen részesültek a közvagyonból: családonként fél hektár földet kaptak ingyenesen, a három főnél nagyobb családok pedig minden tovább családtag után újabb 0,1 hektárhoz juthattak ilyen módon azzal a feltétellel, hogy 2001 előtt nem értékesíthetik a kiutalt területeket. Megkezdték az állami gazdaságok részvénytársaságokká alakítását is, ami nagyon lassan haladt: 1995-ben a termőterület mindössze 1,5%-a volt magánkézben. Ugyanennek az évnek a végén Moldovában 4 400 állami és 57 000 magánvállalkozás működött.
Hiába indították el azonban a reformokat és a magánosítást, a moldovai gazdaság az évtized közepére összeroppant. Ehhez több tényező is hozzájárult: felelőssé tehető a bonyolult politikai helyzet (az első években folyamatos kormányválság volt, gyakoriak voltak az előrehozott helyi, illetve parlamenti választások) és a transznisztriai területtel folytatott politikai és fegyveres konfliktusok (az ország kevés ipari kapacitásának jelentős része ezen a területen összpontosul). Továbbá, igen komoly szerepe volt az egykori szovjet tagköztársaságokkal való kereskedelem (elsősorban az export) visszaesése. Moldova gazdasága a szovjet rendszerbe erőteljesen beágyazott volt, ez a fajta függés fennmaradt a birodalom összeomlása után is. Valamennyi orosz gazdasági válság a lehető legsúlyosabban érintette az országot. Moldova 1993-ig megtartotta az orosz rubelt, mint hivatalos fizetőeszközt, így a moszkvai monetáris politika ballépései (nagy összegű pénz nyomása a kilencvenes évek elején a fékeveszett infláció megállítására stb.) érzékenyen érintették Kisinyovot is. Mindezen tényezők következménye egy igen erős gazdasági hanyatlás volt az iparban és a mezőgazdaságban egyaránt, amit súlyosbított a növekvő munkanélküliség, és a társadalmi elégedetlenségből adódó csökkenő termelékenység.
Az 1990-es évek végére a gazdaság némiképp stabilizálódott, az életszínvonal nem csökkent tovább. Jó példa erre az az adat, amely szerint a szegénységi küszöb alatt élők aránya az 1999-es 71%-ról 2002-re 51%-ra csökkent – természetesen ez még mindig hihetetlenül magas arány, és az életszínvonal, bár növekvő tendenciát mutat, még mindig nem érte el a nyolcvanas évek végének a szintjét. 1998 után Moldova számos külső tényezőből tudott hasznot húzni, ezek közé tartozik a fő kereskedelmi partnerek (Oroszország, Ukrajna, Törökország, Románia) gazdaságának növekedése. Az alaposan átgondolt, hatékony adórendszer és monetáris politika stabil gazdasági növekedést eredményezett az elmúlt évek során.

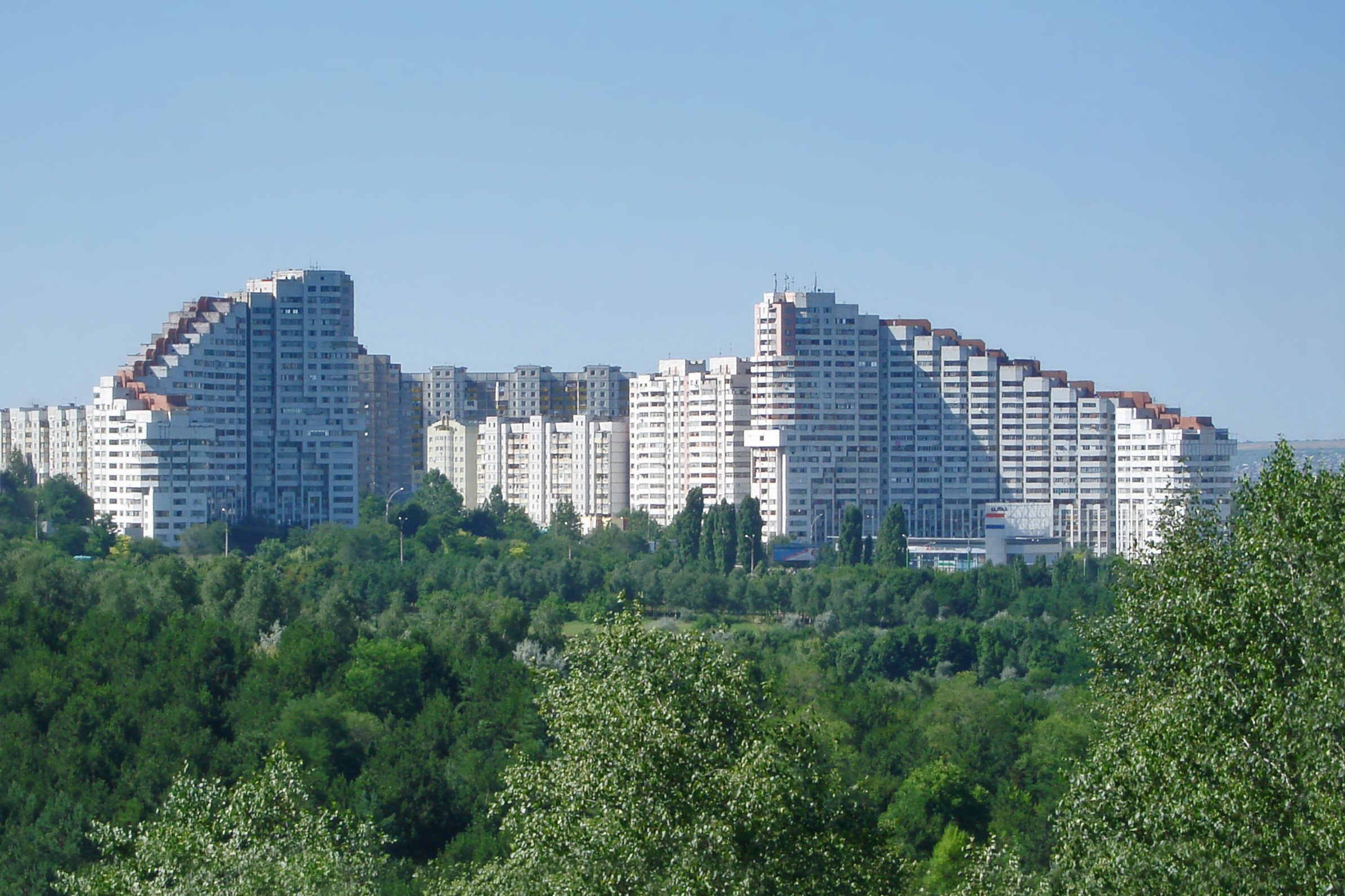
Chișinău „Városkapu” nevű része

A gazdasági fellendüléshez nagy mértékben hozzájárult az is, hogy a munkaképes korú moldávok 25%-a külföldön (főleg Romániában) dolgozik – legálisan vagy illegálisan. Az általuk hazautalt pénzösszegek jelentősen megnövelték a lakosság fogyasztását, ez kedvező hatással volt a makrogazdaságra. 2000 óta a GDP változása minden évben pozitív értéket mutatott: 2000 – 2,1%; 2001 – 6,2%; 2002 –7,2%; 2003 – 6,3%; 2004 – 6,8%. Az 1999-ben kalkulált 39%-os inflációt sikeresen visszaszorították, jelenleg 5% körüli. Azonban a moldovai gazdaság termelékenysége még mindig igen gyenge; a látszólagos fellendülést a külföldi tőkebefektetések és a hazautalt igen jelentős pénzösszegek okozzák. A jelenlegi egyenlegek és mutatók bár biztatóak, az ország továbbra is igen nagy mértékben sebezhető külső tényezők által. Ez egyrészt az exportképes cikkek alacsony számával (leginkább élelmiszeripari termékek, textil, állati- és növényi eredetű árucikkek), másrészt a felvevőpiacok szűkösségével (FÁK, Kelet-Európa), harmadrészt az energiaszektorban fennálló erős importfüggőséggel magyarázható. Moldova nem rendelkezik szinte semmilyen saját energiaforrással, a Dnyeszteren lévő két vízi erőmű, illetve a Chișinău melletti hőerőmű csak a szükségletek töredékét tudja kielégíteni. Az elektromos energia nagy részét Ukrajnából, a földgáz és a kőolaj szinte teljes egészét Oroszországból importálják. További veszélyt rejt magában az is, hogy a gazdaság még mindig erősen agrárbázisú: egy mezőgazdasági szempontból kedvezőtlen idény, a rossz időjárás által tönkretett termés bármikor jelentősen visszavetheti a fejlődést. A gazdaság megreformálására tett kísérletek törékeny sikereit könnyen tönkretehetik a súlyos államadósságok, illetve a politikai bizonytalanság (a transznisztriai konfliktus megoldatlansága, illetve a jelenlegi kommunista vezetés befektetés-taszító retorikája).
A kezdetben ambiciózus gazdasági reform és a liberalizálási kísérletek eredményeként Moldovában bevezették a konvertibilis valutát (moldovai lej), támogatták a termőföld magánkézbe adását, megszüntették az állami alkalmazottaknak járó kedvezményeket (alacsony kamatozású hitel, közel ingyenes lakhatás stb.) és az exportkorlátozást, valamint a kamatokat is liberalizálták. A kormány együttműködött az Nemzetközi Valutaalappal és a Világbankkal, akik segítséget nyújtottak a gazdaság átalakításában. A legújabb politikai fejlemények azonban azt mutatják, hogy a kommunista vezetés valamelyest szigorítaná a szerinte túlságosan liberális piaci viszonyokat. Nehéz eldönteni, hogy komolyan gondolják, vagy csak a populizmus beszél a politikusokból, amikor a termőföld és a gyárak újraállamosításáról, a magánszektor szerepének visszaszorításáról beszélnek.
Bár a számok biztatóak, figyelembe kell vennünk azt is, hogy ezek nem feltétlenül a gazdasági reformokból adódnak. Az 1990-es évek második felében volt a moldáv gazdaság a legmélyebb ponton, az akkori mutatók igen alacsonyak voltak, és sejthető, hogy például a GDP emelkedésének imponálóan magas rátája nem tartható fenn sokáig. Kétséges a további liberalizáció sikere is, hiszen komoly politikai erőt képviselnek azok, akik ezt erőteljesen ellenzik. A gyenge sikerek nem voltak jelentős hatással a lakosság többségének politikai-gazdasági attitűdjeire; kevés hely van a posztszocialista térségben, ahol olyan erős lenne a nosztalgia a szovjet idők iránt, mint a Moldovai Köztársaságban.
Súlyos problémát jelent a politikai bizonytalanság, aminek az egyik legfontosabb kérdése a keleti és a nyugati orientáció közötti döntés. Bár a lakosság zöme román (moldáv) anyanyelvű, a többség hallani sem akar a Romániával történő újraegyesítésről – ez lenne a nyugati orientáció. Az oroszajkú lakosság „kegyvesztettnek” érzi magát, és nehezen adja föl féltve őrzött pozícióit a különböző stratégiai ágazatokban.

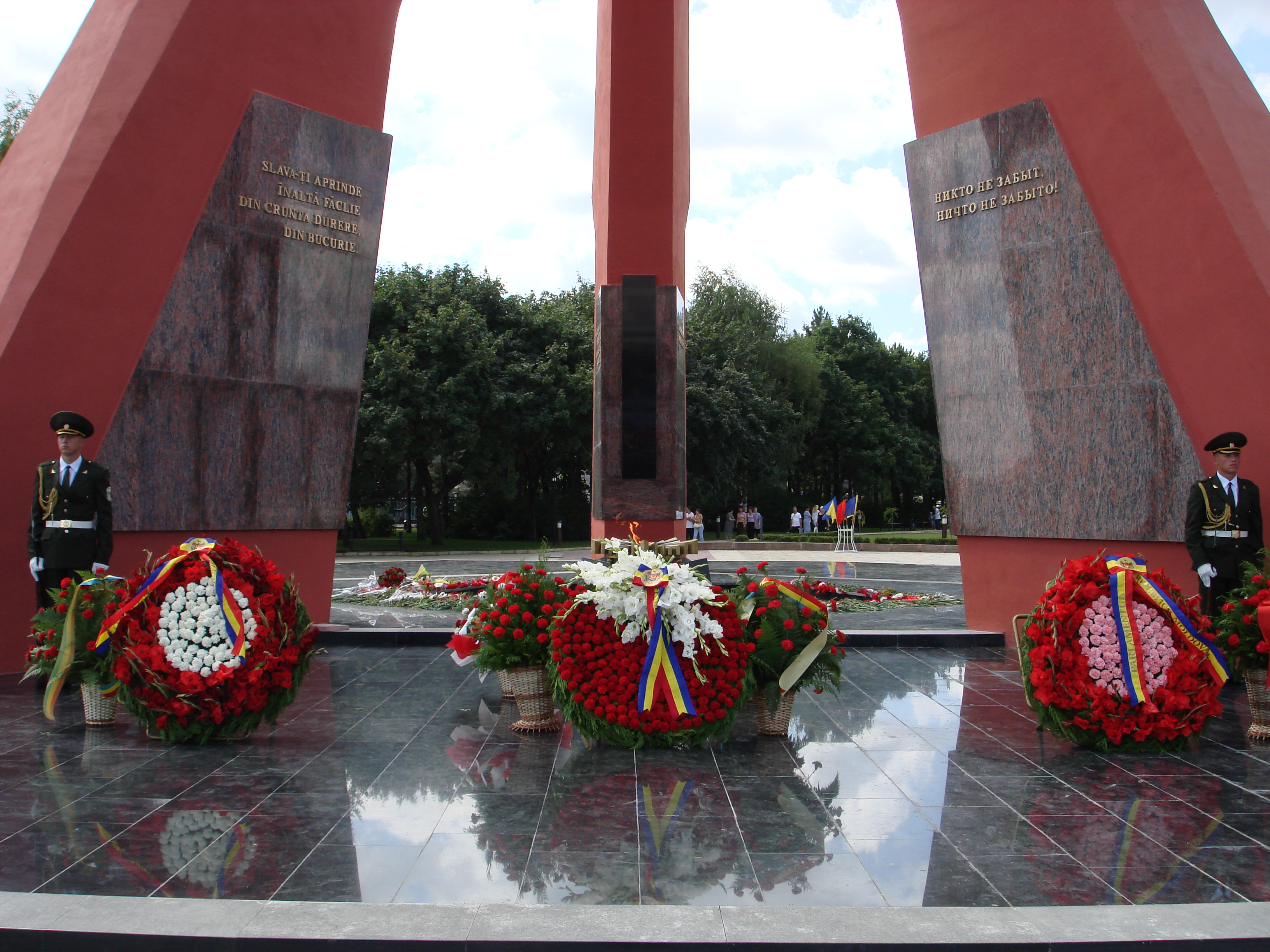
Az Eternitate (Örökkévalóság emlékműve)

Az értelmiség – orvosok, közgazdászok, társadalomkutatók, írók, művészek – igen jelentős hányada hagyta el az országot végleg a kilencvenes évek során, és a nyugaton vagy Oroszországban fizikai munkából élő fiatalok jelentős részéről is sejthető, hogy nem szándékozik visszatérni hazájába, emiatt a társadalom elöregedésével is hamarosan szembe kell néznie a kisinyovi vezetésnek. Kétségkívül sokat javítana az ország helyzetén és megítélésén, és a külföldi befektetők bizalmát is növelné a transznisztriai kérdés megnyugtató rendezése, ám erre egyelőre kicsi az esély. A legutóbbi időben azonban a kommunista többségű kormány, feltehetőleg Oroszország közömbössége miatt, az Európai Unió felé kezdett fordulni; mintegy válaszképp 2005-ben az EU képviseletet nyitott Kisinyovban. Az európai közösségbe való betagozódás felé vezető út azonban egyrészt beláthatatlanul hosszú, másrészt az útirány nem kristálytiszta sem a lakosság, sem a politikai elit részéről. Csupán egy dolog látszik bizonyosnak: az elkövetkező évek, esetleg évtizedek nem valószínű, hogy a várva várt megkönnyebbülést jelentik az Ukrajna és Románia közé beékelt ország számára.

### Külkereskedelem
Moldova 2022-ben a világ 124. legnagyobb exportőre, és 117. legnagyobb importőre volt. 2022-ben Moldova 4,9 milliárd $ értékben exportált és 9,4 milliárd $ értékben importált, 4,5 milliárd $ hiánnyal. Az ország külkereskedelme Európa központú.
A moldvai exporttermékek legjelentősebb területei a mezőgazdaság, gépipar és az ásványi termékek. A legjelentősebb kiviteli termékek a finomított kőolaj, szigetelt vezetékek, valamint az olajos magvak. Moldova legjelentősebb exportországa Románia és Ukrajna, ahova a teljes exportállomány közel fele (42,2%) érkezik. 2017 és 2022 között, az exporttermékek közül a finomított kőolaj és az olajos magvak kivitele nőtt a legnagyobb mértékben, míg a legnagyobb visszaesést a diófélék, valamint a búza szenvedték el. Az exportországok közül 2017 és 2022 között Románia és Ukrajna aránya nőtt a legnagyobbat, míg a legnagyobb visszaesést Oroszország és az Egyesült Királyság szenvedte el.
A moldvai importtermékek legjelentősebb területei az ásványi termékek, a gépipar és a vegyipar. A legjelentősebb behozatali termékek a finomított kőolaj, földgáz, valamint a gépjárművek. Moldova legjelentősebb importországa Románia és Oroszország, ahonnan a teljes importállomány több mint az egynegyede (33,6%) érkezik. 2017 és 2022 között, az importtermékek közül a finomított kőolaj és a földgáz behozatala nőtt a legnagyobb mértékben, míg a legnagyobb visszaesést a vashulladékok és a rézhuzalok szenvedték el. Az importországok közül 2017 és 2022 között Románia és Oroszország aránya nőtt a legnagyobbat, míg a legnagyobb visszaesést Fehéroroszország és Észak-Macedónia szenvedte el.

#### Termékek
Az ország tíz legnagyobb export- és importterméke a következő volt 2022-ben:
|     | Legnagyobb exporttermékek | Legnagyobb exporttermékek | Legnagyobb importtermékek          | Legnagyobb importtermékek |
| --- | ------------------------- | ------------------------- | ---------------------------------- | ------------------------- |
|     | Termék                    | Arány                     | Termék                             | Arány                     |
| 1.  | Finomított kőolaj         | 11,4%                     | Finomított kőolaj                  | 15,4%                     |
| 2.  | Szigetelt vezetékek       | 10,3%                     | Földgáz                            | 8,4%                      |
| 3.  | Olajos magvak             | 7,9%                      | Gépjárművek                        | 4,2%                      |
| 4.  | Kukorica                  | 7,1%                      | Szigetelt vezetékek                | 2,5%                      |
| 5.  | Napraforgómag             | 6,9%                      | Gyógyszerek                        | 2,5%                      |
| 6.  | Bor                       | 2,6%                      | Műsorszóró berendezések            | 1,4%                      |
| 7.  | Hengerelt vasrudak        | 2,3%                      | Traktorok                          | 1,3%                      |
| 8.  | Ülőalkalmatosságok        | 2,2%                      | Gépjármű alkatrészek és tartozékok | 1%                        |
| 9.  | Alma                      | 1,8%                      | Napraforgómag                      | 1%                        |
| 10. | Üvegpalackok              | 1,8%                      | Növényvédő szerek                  | 0,9%                      |

#### Országok
A fő országok, amelyekbe Moldova exportált és amelyekből importált termékeket 2022-ben:
|     | Legnagyobb exportországok | Legnagyobb exportországok                                   | Legnagyobb exportországok | Legnagyobb importországok | Legnagyobb importországok                                              | Legnagyobb importországok |
| --- | ------------------------- | ----------------------------------------------------------- | ------------------------- | ------------------------- | ---------------------------------------------------------------------- | ------------------------- |
|     | Ország                    | Termék                                                      | Arány                     | Ország                    | Termék                                                                 | Arány                     |
| 1.  | Románia                   | Szigetelt vezetékek, napraforgómag, kukorica...stb.         | 27,4%                     | Románia                   | Finomított kőolaj, szigetelt vezetékek, villamosenergia...stb.         | 22,7%                     |
| 2.  | Ukrajna                   | Finomított kőolaj, villamosenergia, gipsz...stb.            | 14,8%                     | Oroszország               | Földgáz, finomított kőolaj, műtrágya...stb.                            | 10,9%                     |
| 3.  | Olaszország               | Olajos magvak, férfi- és női kabátok...stb.                 | 7,1%                      | Ukrajna                   | Napraforgómag, villamosenergia, olajos magvak...stb.                   | 9,9%                      |
| 4.  | Törökország               | Kukorica, napraforgómag, olajos magvak...stb.               | 6,3%                      | Kína                      | Műsorszóró berendezések, számítógépek, gumiabroncsok...stb.            | 8%                        |
| 5.  | Németország               | Ülőalkalmatosságok, szigetelt vezetékek, gépjárművek...stb. | 5,4%                      | Törökország               | Finomított kőolaj, gyógyszerek, gumírozott ruhaneműk...stb.            | 7,5%                      |
| 6.  | Oroszország               | Alma, gyógyszerek, szőlő...stb.                             | 3,9%                      | Németország               | Gépjárművek, gyógyszerek, betakarítógépek...stb.                       | 6,3%                      |
| 7.  | Lengyelország             | Szigetelt vezetékek, vasrudak, acélrudak...stb.             | 3,6%                      | Olaszország               | Cserzett ló- és szarvasmarhabőrök, szövetruhaneműk, gyógyszerek...stb. | 4,2%                      |
| 8.  | Bulgária                  | Napraforgómag, olajos magvak, zöldségek...stb.              | 3%                        | Lengyelország             | Sertéshús, betakarítógépek, sajtok...stb.                              | 3,7%                      |
| 9.  | Csehország                | Szigetelt vezetékek, bor, műanyagfólia...stb.               | 2,4%                      | Bulgária                  | Finomított kőolaj, koksz, üveg...stb.                                  | 1,8%                      |
| 10. | Egyesült Királyság        | Szövet ruhadarabok, férfi- és női kabátok...stb.            | 2,1%                      | Magyarország              | Gyógyszerek, Bőrfélék, szigetelt vezetékek...stb.                      | 1,7%                      |

## Közlekedés

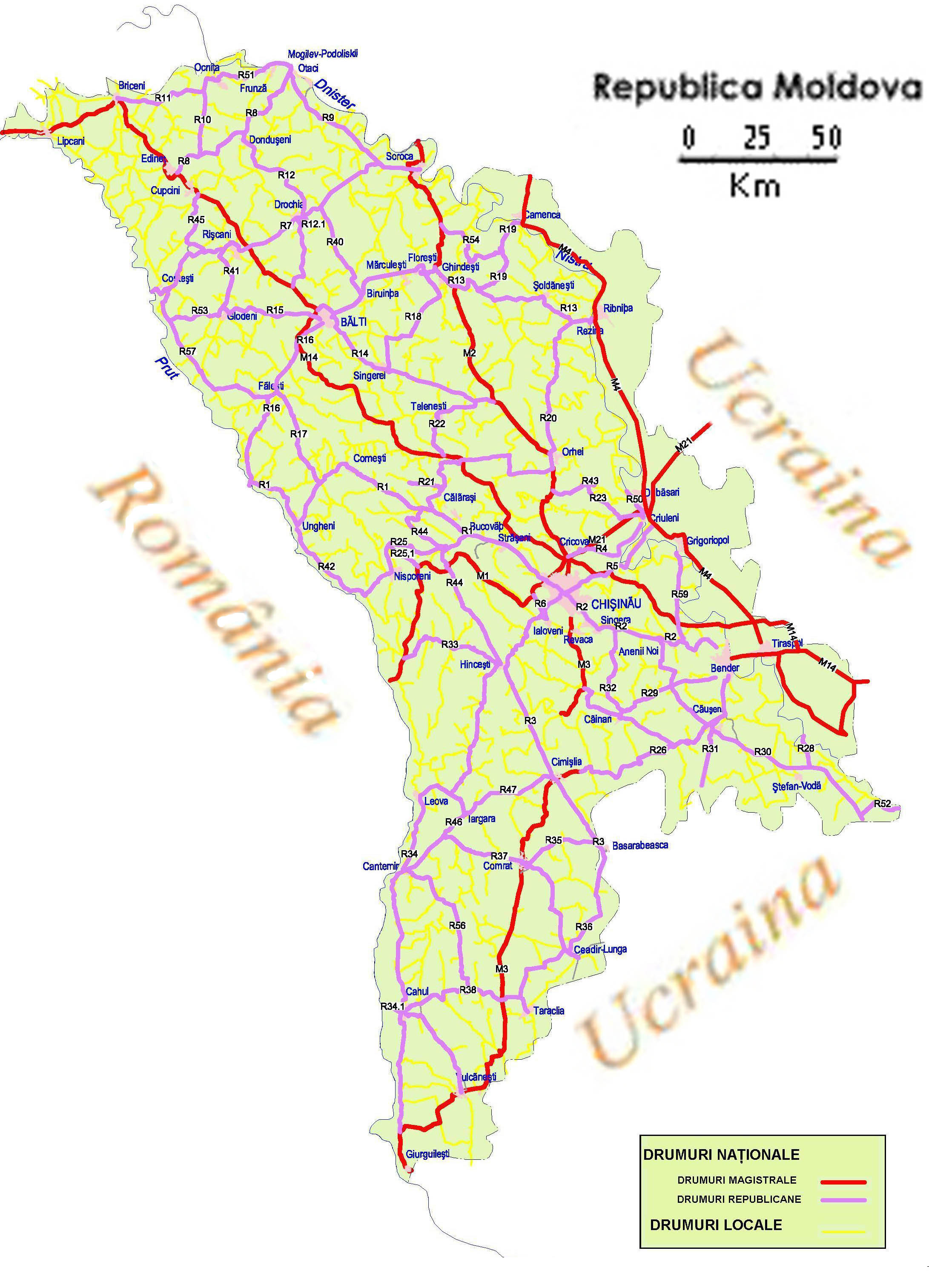
Moldova úthálózata

### Közút
A közúti hálózat a 2010-es években 12 719 km, amelynek 87% -a burkolt. Minőségük többnyire nem felel meg a nemzetközi előírásoknak.

### Vízi
A hajózás a Prut és Dnyeszter folyókon lehetséges, de a vízi szállítás csak szerény szerepet játszik az ország közlekedési rendszerében.

### Légi
A Chișinăui repülőtér az ország egyetlen nemzetközi repülőtere.

## Telekommunikáció
| Hívójel prefix | ER |
| ITU zóna       | 29 |
| CQ zóna        | 16 |

## Kultúra

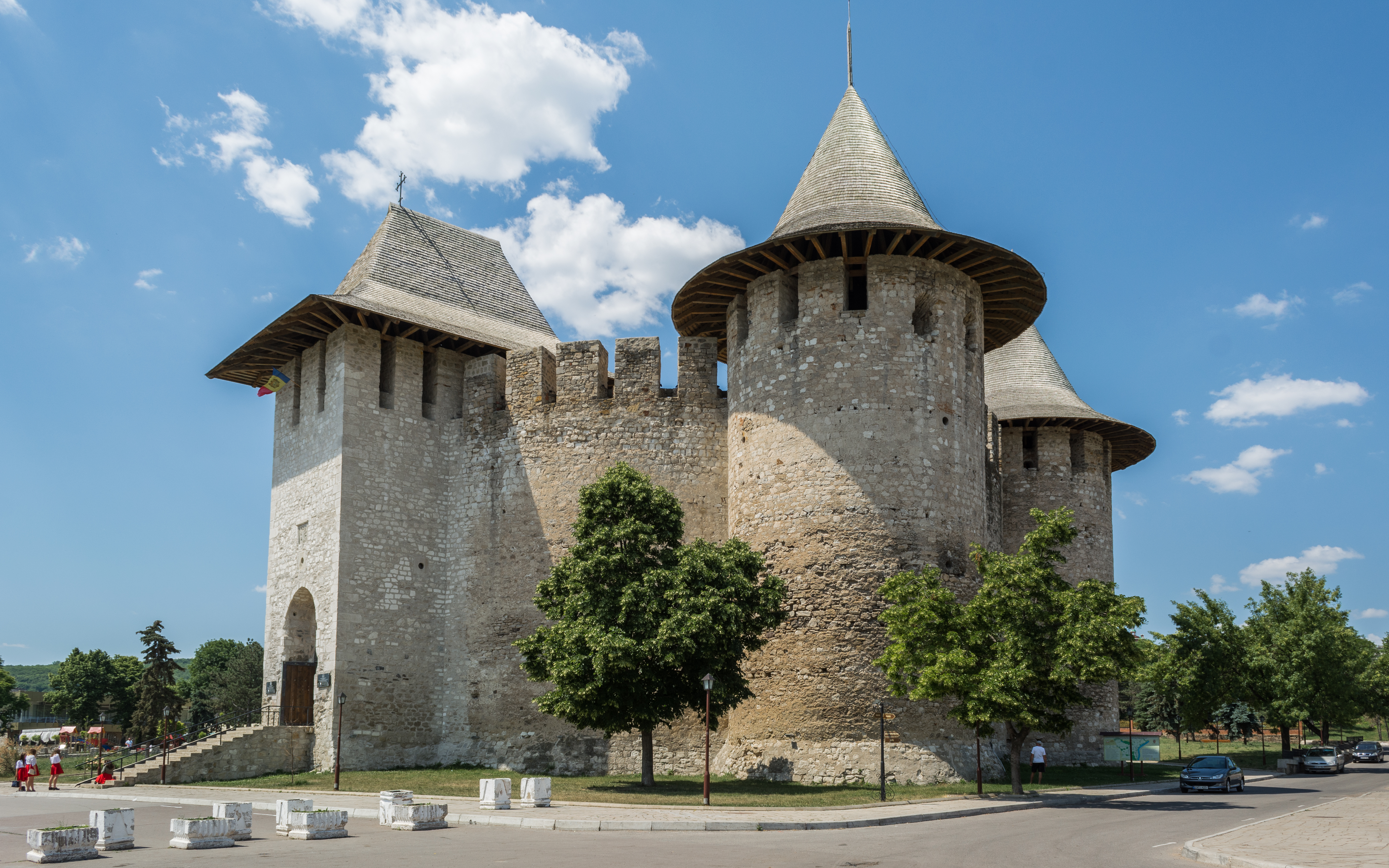
A sorocai erőd

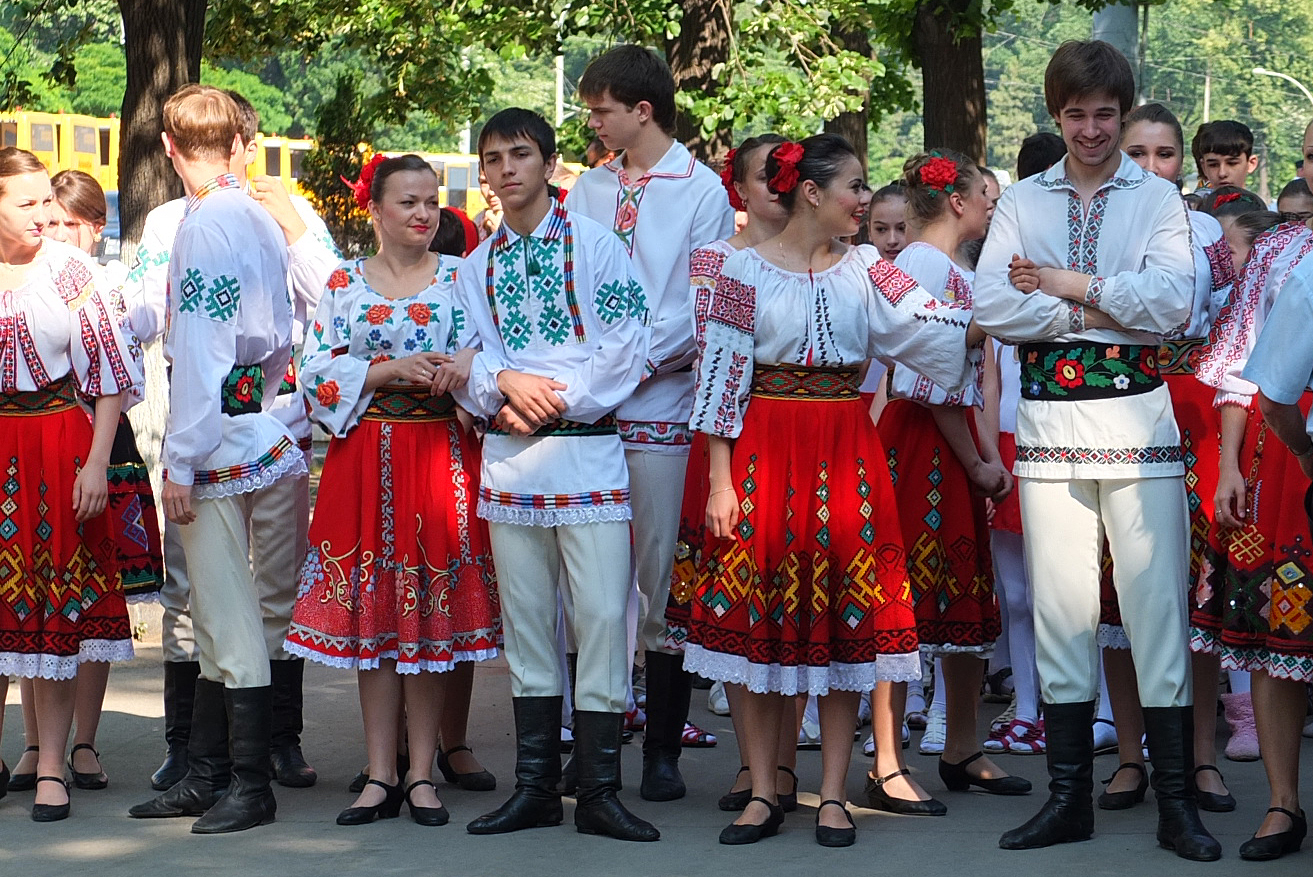
Moldávok népviseletben

Kultúrája hasonló a román állam kultúrájához, de a kisebbségek és történelme miatt erős befolyást játszott Ukrajna és Oroszország is. A 19. századtól kezdve a nyugat-európai (főleg a francia) kultúra erőteljes befolyása is nyilvánvalóvá vált a román nyelvű irodalomban és művészetben.

### Kulturális intézmények
könyvtárak, múzeumok, színházak, zene és tánc intézményei

#### Kulturális világörökség
Az UNESCO kulturális világörökséggé nyilvánította a sok országra kiterjedő Struve földmérő vonalat. Ennek Moldovában fennmaradt emléke Rudi településen található.

### Művészetek
- Építészet
- Képzőművészetek
- Irodalom
- Filmművészet

### Gasztronómia
A romániai Moldva régióban és az önálló Moldovában a gasztronómia lényegében ugyanolyannak mondható. Mind Moldva, mind Moldova konyhájára komoly hatást gyakorolt a lengyel, az oszmán és a görög gasztronómia, de utóbbi esetében még jelentős ukrán-orosz hatással is kell számolni, amely a majdnem két évszázados orosz uralom hagyatéka.
Meghatározó alapanyagok a moldovai konyhán a marha- és sertéshús, burgonya, káposzta és különféle gabonafajták. Moldova nagyon jó minőségű termőtalajjal bír; bőségesen terem zöldséget, gyümölcsöt, szőlőt, gabonát, sőt az állattartásból származó hús- és tejtermékek is kivételes színvonalúak.
A népszerű román mămăligă nevű kukoricalisztes kásaféle Moldovában is elterjedt, amit pörköltekhez és más húsételekhez, esetleg túróhoz, tejfölhöz, kocsonyához esznek. Moldova sajátos specialitása a brinza (juhtúró) és a kecske- vagy bárányhúsból készült friptură nevű pörkölt. A legtöbb étkezést helyi borkülönlegességek kísérik.
Zöldség tekintetében a moldovai konyha fő alapanyagai a paradicsom, paprika, padlizsán, káposzta, bab, hagyma, fokhagyma és póréhagyma. Ezeket a zöldségeket különféle salátákhoz és mártásokhoz használják, illetve megsütik, pácolják, párolják, vagy besózzák őket.
Széles választéka van Moldovában a cibereleveseknek, melyek húsból, zöldségből vagy halból készülnek. Zeamă névvel ismert egy népszerű tyúkhúsleves.
A húskészítmények különleges helyet foglalnak el, mivel előétel vagy első fogás szerepét töltik be. A sertéspörkölt, sertésszelet, a marhahúsgombóc (pârjoale valamint chiftele) és párolt bárányhús nagyon gyakoriak. A húsokat és a halat gyakran pácolják, majd kisütik.
Ünnepi ételek közé tartozik a darálthússal töltött káposztalevél (töltött káposzta), amely Romániában is elterjedt és sarmalé-nak hívják, ezenkívül a török eredetű piláf, valamint a kocsonya, tésztafélék és baromfi is jellemző az ünnepi asztalon. A sütemények töltelékjei különfélék lehetnek: sajt, gyümölcs, dió vagy zöldség. Ezek a sütemények is rendszerint megegyeznek a Romániában elterjedtekkel: cozonac, pască, brânzoaice, sfințișori, papanași, colaci, colțunași, és cornulețe.
A kisebbségek (ukránok, bolgárok, gagauzok, oroszok) lakta régióban mindig az ő nemzetük konyhája az uralkodó, amely sokszor befolyásolja a helyi moldávok étkezését is. Bolgár eredetű a mangea nevű csirkehúsból készült mártás, a gagauzoknál a csorba nevű birkahúsleves,' az oroszoknál a pelmeni nevű húsgolyó. A szilveszterkor fogyasztott hagyományos ételek orosz hatást mutatnak; ezek a suba és a marhahússaláta.
Moldovában létezik egy sajátos pirog-specialitás, amit friss juhtejből készült fehér sajttal, hússal és cseresznyével töltenek.
Az alkoholmentes italok között jelentősek a kompótok és gyümölcslevek. Az alkoholos italok között helyi specialitás a divin nevű pálinkaféle, ezenkívül elterjedt a sörfőzés.
A Moldova és a romániai Moldva borászata régmúltú és európai mértékben is egyedülálló. A térségben már 7000 éve állítanak elő bort. A legfőbb itt termelt szőlőfajták a sauvignon, a cabernet és a muskotály. Tipikusan moldvai szőlőfajták, amelyeket Moldovában is termelnek a Fetească, Rara neagră és a Busuioacă albă. A borászat mellett a pezsgőgyártás is jelentős (egyébként orosz hatásra alakult ki). E téren a főváros melletti Cricova pincészet világhírű pezsgőt állít elő. Ismert moldáv pezsgőmárkák a Negru de Purcari, Moldova, Chişinău, Cricova, Muscat spumant, National és Nisporeni.
Az országban évente megrendezik a Nemzeti Bornapot, ami Kelet-Európa legnagyobb borfesztiválja. A rendezvényre október első hétvégéjén kerül sor. Az ország elmúlt években rengeteget tett borkultúrája minőségének emelésére, ami prominens nemzetközi szakemberek elismerését is kivívta.

### Szokások, illemtan
Moldova hagyományai sokszínűek és különlegesek, ahol az embereknek saját illemszabályaik is vannak. Az emberek szeretik meghívni a vendégeket és a barátokat, esetleg rokonokat a családi házba. Kedveskedjünk tehát számukra ajándékokkal, amely lehet bor, torta vagy virág. A késés nem számít nagy gondnak, megengedett az akár félórás elmaradás is. Nem sértő, sőt illendő, ha előzetesen kicsit tudakozódunk a vendéglátó házigazdáról, akihez megyünk.
Mivel az országnak kimagasló a borkultúrája, ezért a borozás alapvető eleme a vendéglátásnak és a társalkodásoknak. A kitöltött bort viszont okvetlenül nem kell mind meginni. A moldovaiak ügyelnek a tisztaságra, ezért a házban többnyire papucsban járnak és papucsot adnak a vendégeknek is. Ha a vendéget étterembe hívják meg, mindig a vendéglátó állja a számlát. A borravaló nem igazán fontos, leginkább a gazdagoktól várják el. A kifizetett összeg mellé általában 5-10%-os borravaló jár.
Ha moldovai nőnek/lánynak udvarol a férfi, a legjobb ajándék ilyenkor a virág. Helyi ortodox templomba betérve, ha valamilyen fejfedőt viselünk (kalapot, sapkát), akkor azt mindig vegyük le. Az előzékenységet és lovagiasságot még most nagyon megbecsülik Moldovában, főleg a idősekkel szemben, akiknek illik átadni a helyet buszon vagy vonaton.
A kézfogás a üdvözlés vagy a búcsúzás jele Moldovában is, de sosem fognak kezet a bejárat küszöbén. Még a nagyvárosokban is gyakori, hogy utcán közlekedő, de egymást nem ismerő emberek köszönnek egymásnak. Nőkkel viszont leginkább akkor kell kezet fogni, ha a hölgy a kezdeményező.
Ha külföldiként járunk Moldovában, akkor a beszélgetéseknél kerüljük az olyan témákat, mint a moldáv-román azonosság kérdése, ugyanis a változások ellenére az ország lakossága még mindig tartózkodik attól, hogy azonosítsa magát a romániai románokkal. Moldovában a nők nyilvánosan nem dohányoznak, mivel az meglehetős rosszallást, olykor megbélyegzést válthat ki a többi emberből. Úgyszintén nagyon kényes témák lehetnek, főleg a vallásos vagy hívő emberek előtt meztelenségről, homoszexualitásról vagy szexről beszélni.

## Turizmus
Moldova turizmusa elenyészőnek mondható. A turizmus leginkább a történelmi emlékhelyekre, a természetre és borászatra összpontosít. 2015-ben a különféle pincészetek majdnem 3 millió látogatót fogadtak.
Moldova a FÁK tagállamainak állampolgárai számára vízummentesen látogatható. 2007 óta az Egyesült Államok, Kanada, Japán, Svájc és Izrael állampolgárai is vízum nélkül léphetnek Moldova területére. 2012-ben a vízummentességet Törökországra is kiterjesztették. Az utóbbi években 28 EU-s tagállam állampolgárai kaptak ilyen jellegű kedvezményt Moldovától, amely 90 napos szabad tartózkodást jelent. Ezen országok közt szerepel Ausztria, Lengyelország, Hollandia, Románia, Szlovénia, Németország és Magyarország is.

## Sport

### Labdarúgás
1990-ben alapították meg a nemzeti labdarúgó-szövetséget. A labdarúgó-válogatott a Zimbru Stadionban játssza hazai mérkőzéseit.

### Olimpia
1996 óta vesznek részt az olimpiai játékokon, és eddig [mikor?] 7 érmet sikerült nyerniük, míg a paralimpiai játékokon 2 érmet. Kosárlabdában 2 ezüstérmet nyertek a divízió III-as FIBA Európa-bajnokságon 2008-ban és 2012-ben.

## Ünnepek
- Január 1.: újév
- Január 7-8.: karácsony
- Január 14.: ortodox újév

A marțișor idején használatos dísz

- Március 1.: tavaszkezdet (marțișor)
- Március 8.: nőnap
- Április/május: húsvét
- Május 1.: a munka ünnepe
- Május 8-9.: az emlékezés napja
- Május 9.: a győzelem napja
- Augusztus 27.: a függetlenség napja
- Augusztus 31.: Limba Noastră (a román nyelv napja)
- December 31.: szilveszter